# Congrès juif mondial
Pour les articles homonymes, voir Congrès (homonymie) et CJM.

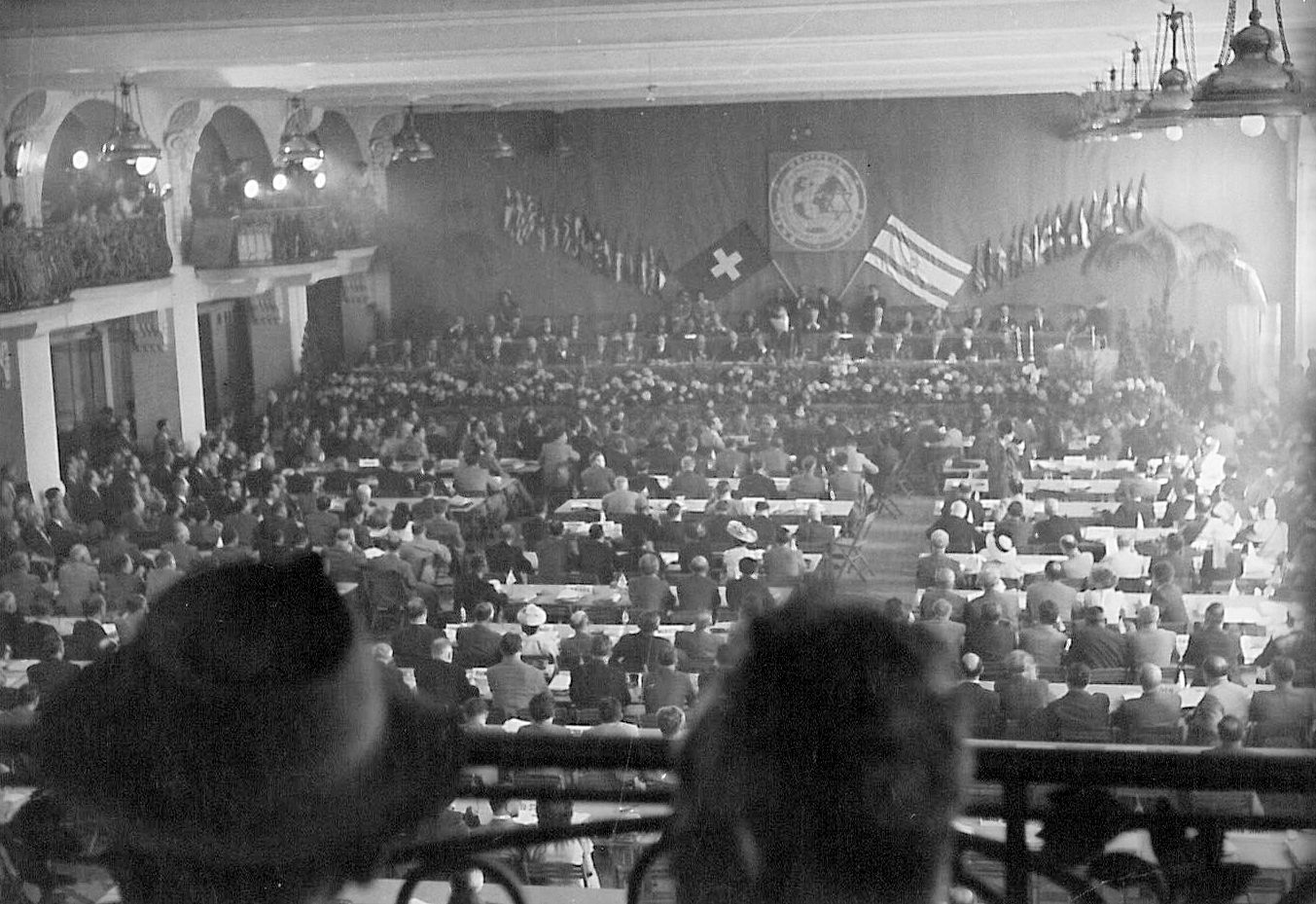
Assemblée plénière du Congrès juif mondial à Montreux en 1948.

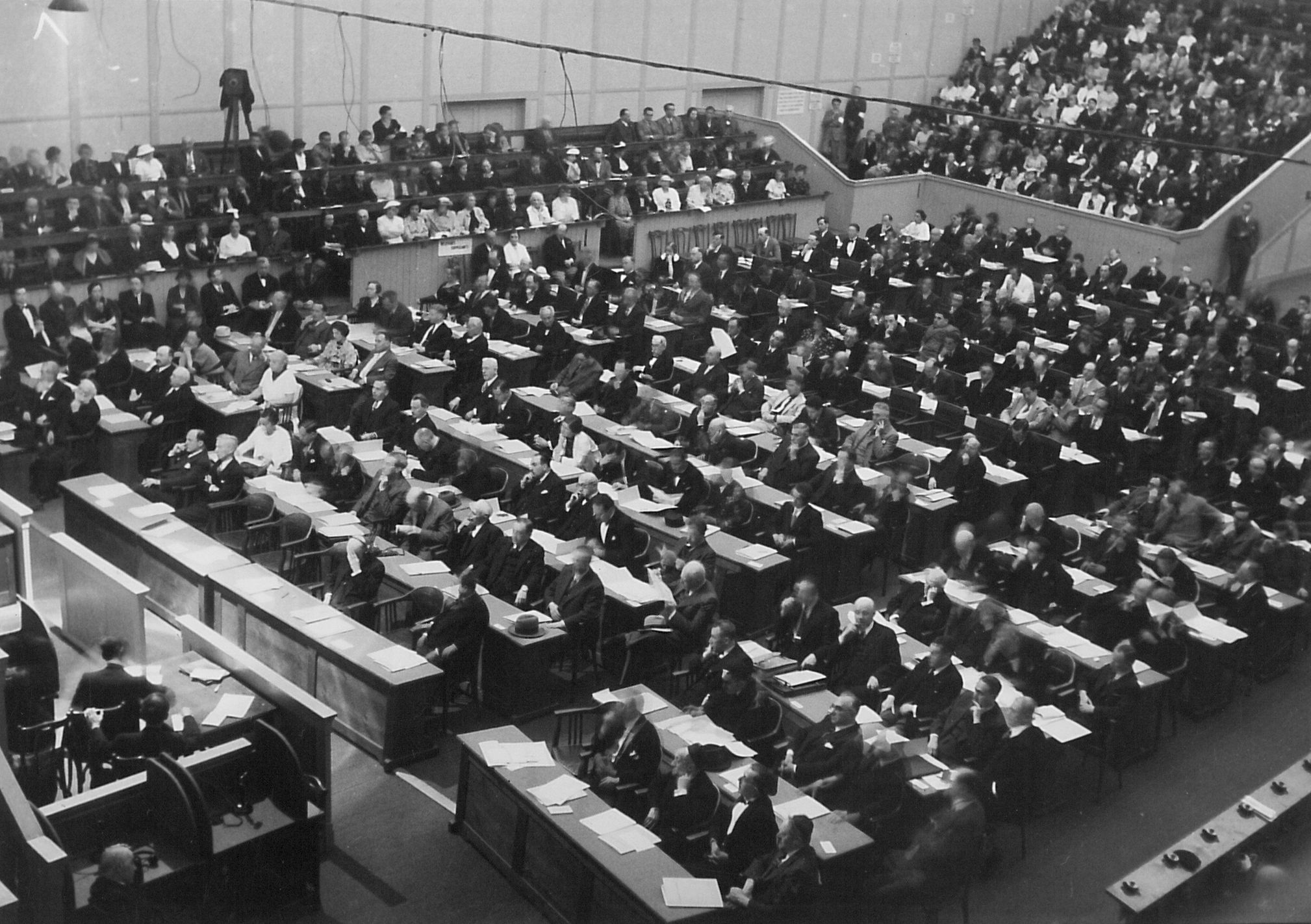
Assemblée plénière du CJM à Genève, en 1953.

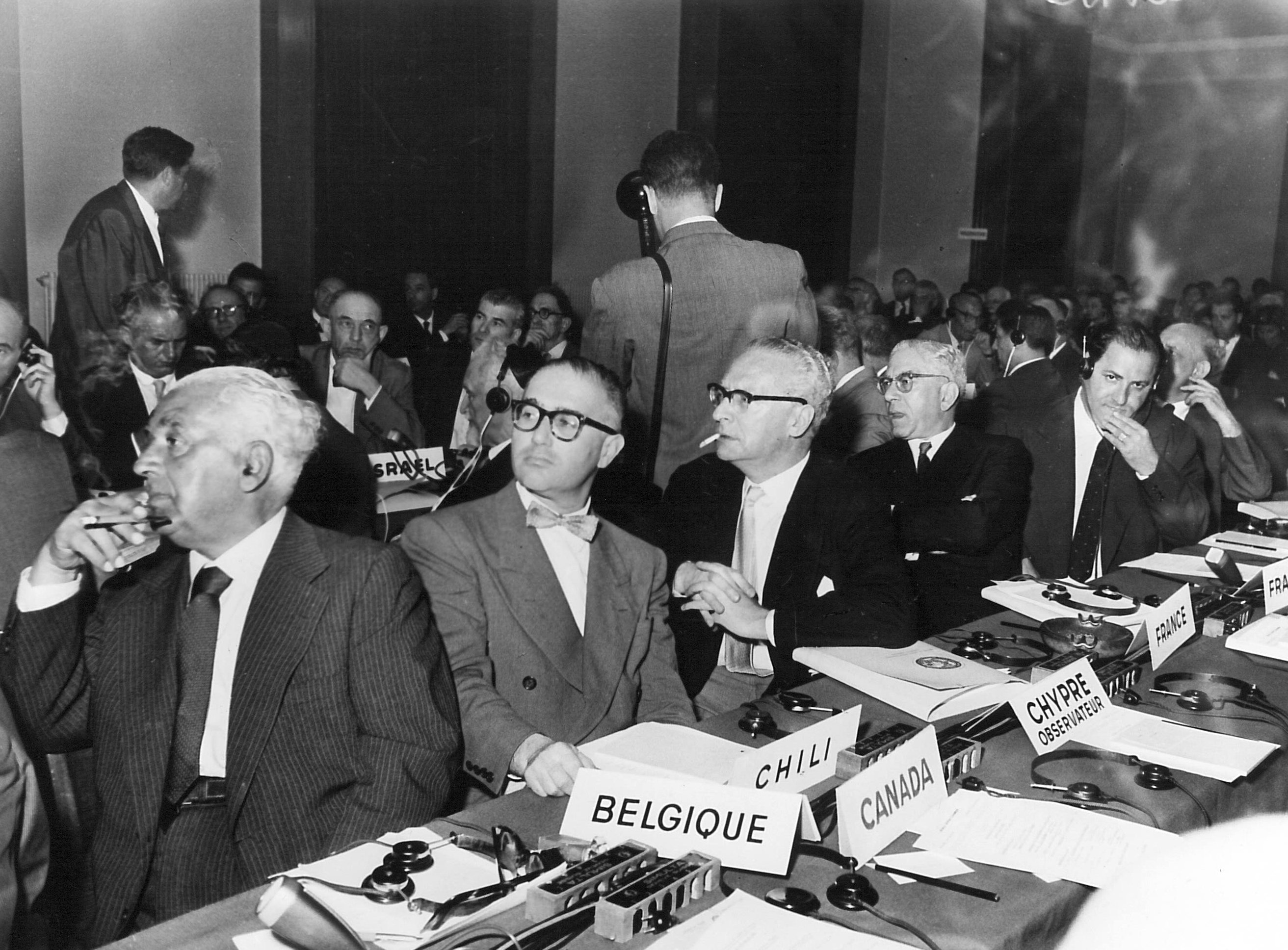
Délégués à la conférence du du Congrès juif mondial, à Genève, en Suisse, en 1961.

Le Congrès juif mondial (CJM ; en hébreu : הקונגרס היהודי העולמי ; en anglais : World Jewish Congress, WJC) est une fédération internationale de communautés et d'organisations juives, fondée en 1936 à Genève en Suisse, et dont le siège mondial est à New York aux États-Unis. D'après sa charte, le Congrès juif mondial a pour but premier d'être le « bras diplomatique du peuple juif ». Toutes les communautés et tous les groupes représentatifs juifs peuvent être membres du CJM, indépendamment de l'idéologie sociale, politique ou économique de leur pays hôte. L'organisation possède également des bureaux internationaux à Jérusalem, à Bruxelles en Belgique, à Paris en France, à Moscou en Russie, à Buenos Aires en Argentine et à Genève en Suisse.

## L'organisation et ses organes
Le CJM se compose de cinq branches régionales : le CJM Amérique du Nord, le Congrès juif latino-américain, le Congrès juif européen, le Congrès juif euro-asiatique et le CJM d'Israël. Par ailleurs, les communautés juives de près de 100 pays sont directement affiliées au Congrès juif mondial. Son principal organe de décision est l'assemblée plénière, qui se réunit tous les quatre ans et élit la direction du CJM (comité exécutif). Entre les assemblées plénières, le conseil d'administration du CJM se réunit généralement une fois par an. Les organisations juives affiliées envoient des délégués à ces deux organes du CJM ; leur nombre dépend de la taille des communautés juives qu'elles représentent.

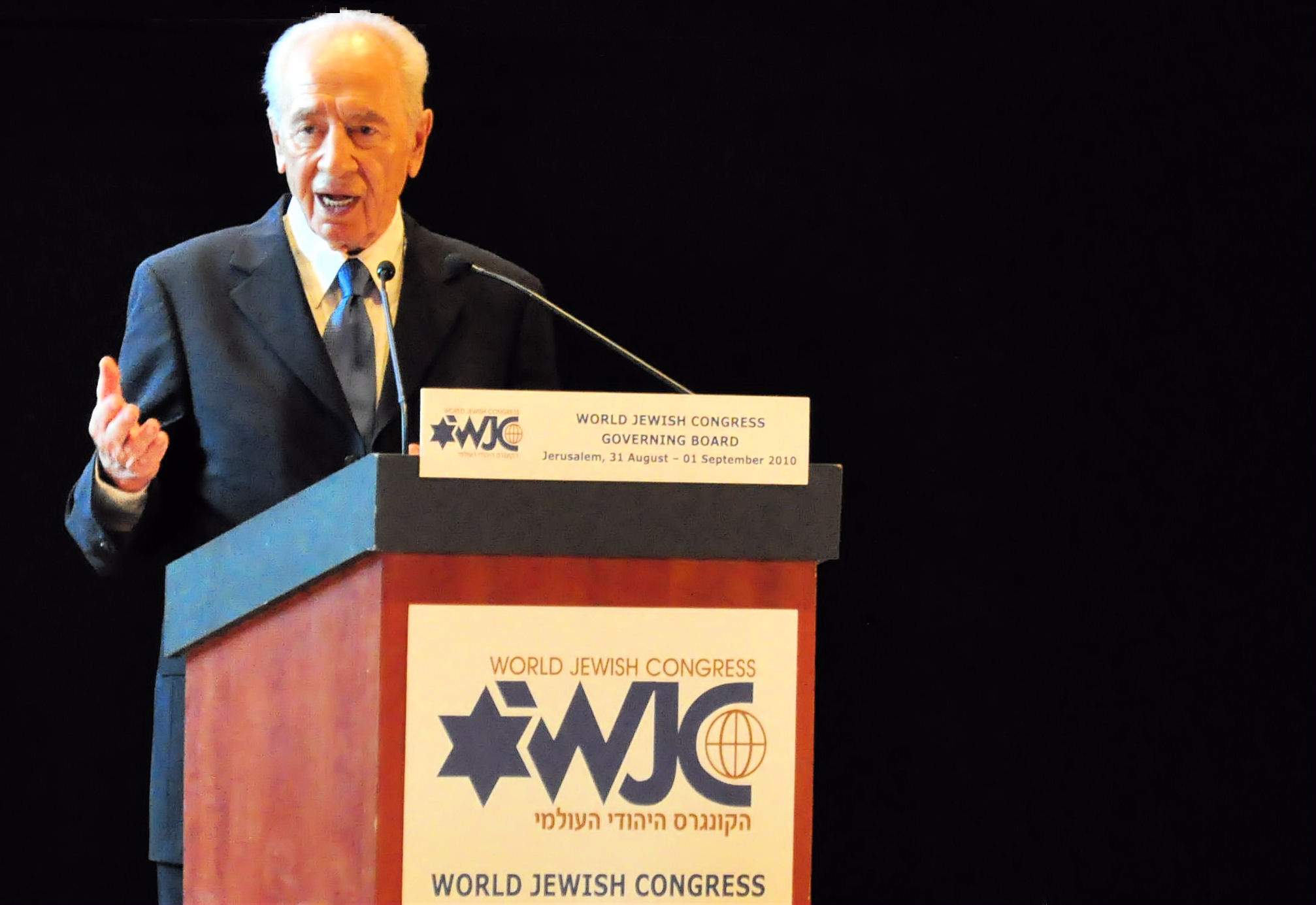
Le président israélien Shimon Peres s'adresse au conseil d'administration du CJM réuni à Jérusalem, en août 2010.

La dernière réunion de l'assemblée plénière s'est tenue à Jérusalem en janvier 2009. Plus de 400 délégués de 62 pays y ont participé. Cette assemblée a adopté de nouveaux statuts, qui ont remplacé la constitution du CJM datant de 1975.
Le CJM possède aussi un Institut de recherche basé à Jérusalem, Israël. Il est chargé de recherches et d'analyses concernant une série de questions importantes pour la communauté juive contemporaine ; ses conclusions sont publiées sous la forme de dépêches politiques.
Sous les auspices du Congrès juif mondial en Israël, le Conseil israélien des Affaires étrangères a, depuis sa création en 1989, accueilli des chefs d'État, des premiers ministres, des ministres des Affaires étrangères et autres visiteurs distingués d'Israël. Il a également publié de nombreux documents sur la politique étrangère israélienne et les affaires internationales, dont son journal de politique étrangère l'Israel Journal of Foreign Affairs.
Les priorités politiques actuelles du CJM consistent à aider Israël, à combattre l'antisémitisme et la « menace iranienne », ainsi qu'à gérer l'héritage de la Shoah. Ce dernier point porte notamment sur la restitution des propriétés, les réparations et les compensations aux survivants de la Shoah, ainsi que sur la mémoire de la Shoah. L'un des principaux programmes du CJM concerne la situation critique des réfugiés juifs des pays arabes. Le CJM s'implique également dans le dialogue interconfessionnel avec des groupes chrétiens et musulmans.

### La direction actuelle du Congrès juif mondial
Lors de la 13e assemblée plénière à Jérusalem en janvier 2009, Ronald Lauder a été officiellement élu - à l'unanimité - au poste de président du CJM, après avoir occupé le poste de président par intérim.

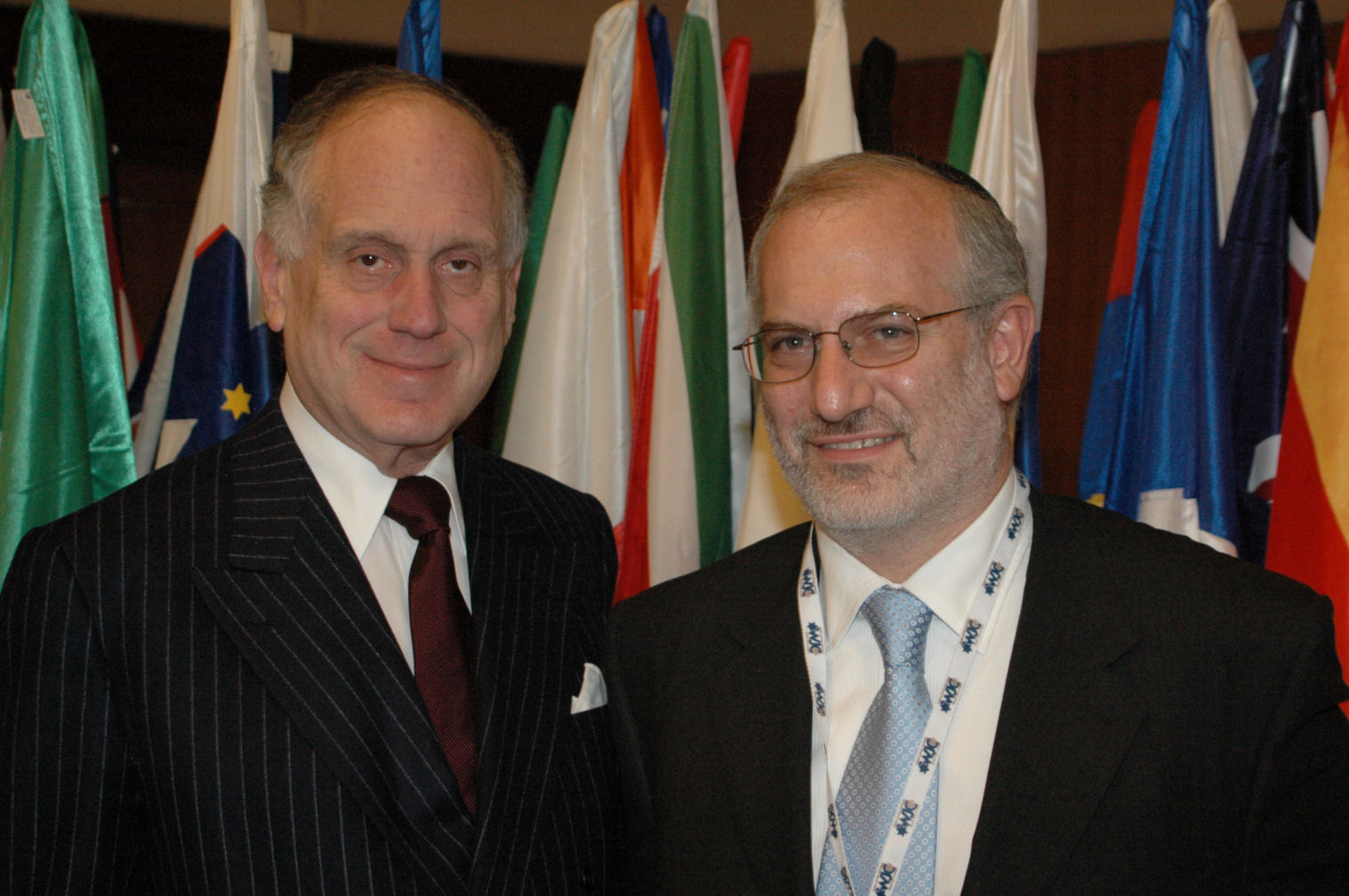
Ronald Lauder, président du CJM (à gauche), et Eduardo Elsztain, président du conseil d'administration, en janvier 2009.

L'homme d'affaires argentin Eduardo Elsztain a été élu président du Conseil d'administration du CJM. Cobi Benatoff, d'origine italienne, a été élu au poste de trésorier du CJM en remplacement d'Elsztain. Les 400 délégués de l'assemblée plénière ont également élu les membres suivants au poste de vice-présidents du Congrès juif mondial : le grand-rabbin Yaakov Bleich (Ukraine), Helena Glaser (Israël), Robert Goot (Australie), Flo Kaufmann (Grande-Bretagne), Charlotte Knobloch (Allemagne), Tomas Kraus (République tchèque), Tamar Shchory (Israël), Marc Schneier (États-Unis) et Mervyn Smith (Afrique du Sud).
Les filiales régionales nomment également d'autres vice-présidents du CJM : Roger Cukierman, France (pour le Congrès juif européen), Moshe Ronen, Canada (pour le Congrès juif nord-américain), Eduard Shifrin, Russie (pour le Congrès juif euro-asiatique) et Sara Winkowski, Uruguay (pour le Congrès juif latino-américain). Les responsables des cinq filiales régionales sont membres de droit de l'exécutif du CJM : Vadim Shulman d'Ukraine (Congrès juif euro-asiatique), Viatcheslav Moshe Kantor de Russie (Congrès juif européen), Evelyn Sommer des États-Unis (CJM nord-américain), Jack Terpins du Brésil (Congrès juif latino-américain) et Shai Hermesh d'Israël (CJM Israël).
Le Comité exécutif du CJM compte également parmi ses membres Menachem Z. Rosensaft (États-Unis), l'avocat général du CJM ; Lior Herman (Israël), Amichai Magen (Israël) ; Mark Shabad (Russie) ; et l'ancien secrétaire général du CJM Michael Schneider (E.U).
Un Comité directeur plus restreint gère les activités quotidiennes du Congrès juif mondial. Il se compose du président, du président du conseil d'administration, du trésorier et des présidents des cinq filiales régionales.
En juin 2011, l'analyste politique israélien Daniel Diker, né à New York, a été nommé secrétaire général du Congrès juif mondial,. Le 13 décembre 2012, le CJM a annoncé dans un communiqué de presse publié sur son site web que Diker quitterait ses fonctions en janvier 2013. Selon la presse, Diker sera remplacé par le directeur-général de l'organisation juive World ORT, Robert Singer,.

## Histoire
Le Congrès juif mondial a été créé en août 1936 à Genève, en Suisse, en réaction à la montée du nazisme et à la vague d'antisémitisme déferlant sur l'Europe. Depuis sa création, il est devenu un organe permanent qui a des bureaux dans le monde entier. Les principaux objectifs de l'organisation étaient de « mobiliser le peuple juif et les forces démocratiques contre l'offensive nazie », de « lutter pour des droits politiques et économiques égaux partout et en particulier pour les minorités juives d'Europe centrale et orientale », d'encourager l'établissement d'un « Foyer national juif en Palestine » et de créer « un organe représentatif des Juifs dans le monde entier, basé sur le concept de l'unité du peuple juif, démocratiquement organisé et en mesure d'intervenir dans des questions d'intérêt commun »,.

### Organismes précurseurs (1917-1936)
Les organismes précurseurs du CJM sont le Congrès juif américain et le Comité des Délégations juives. Ce dernier a été créé en mars 1919 afin de représenter les communautés juives à la conférence de la paix de Paris. Il a défendu les droits des minorités juives dans différents pays, et a notamment négocié des droits pour les Juifs de Turquie dans le traité de Sèvres (1920) et des accords spéciaux avec de petits états d'Europe de l'Est. Dirigé par le sioniste russe Leo Motzkin, le Comité des Délégations juives se composait de délégations de Palestine, des États-Unis, du Canada, de Russie, d'Ukraine, de Pologne, Galicie orientale, Roumanie, Transylvanie, Bucovine, Tchécoslovaquie, Italie, Yougoslavie et Grèce. Il était principalement financé par l'Organisation sioniste mondiale,,.
C'est cependant le Congrès juif américain qui a donné la première impulsion à la création du CJM. En décembre 1917, le CJA a adopté une résolution appelant à « réunir un Congrès juif mondial » « dès que la paix serait déclarée parmi les nations en guerre » en Europe. En 1923, Motzkin s'est rendu aux États-Unis et s'est adressé au Comité directeur du CJA, « plaidant pour une Conférence mondiale des Juifs afin de discuter de la situation des Juifs dans différents pays et imaginer des moyens de protéger efficacement leurs droits. » Les conférences organisées conjointement par Motzkin et les dirigeants du CJA Julian Mack et Stephen Wise ont eu lieu en 1926 à Londres et en 1927 à Zurich, en Suisse. Alors que 65 Juifs de 13 pays représentant 43 organisations juives ont assisté à cette dernière conférence, les principaux groupes juifs de Belgique, Grande-Bretagne, France, Allemagne, Italie et des Pays-Bas, ainsi que le Comité Juif américain, ont décliné l'invitation.
La première Conférence juive mondiale a eu lieu à Genève en août 1932. Le sioniste Nahum Goldmann dirigeait une commission préparatoire. C'était l'un des principaux défenseurs de la création d'un organe international représentant les Juifs. Goldmann a défini comme suit l'objectif du Congrès juif mondial :
« Il doit constituer une adresse permanente pour le peuple juif ; parmi la fragmentation et l'atomisation de la vie juive et de la communauté juive ; il doit instaurer une véritable représentation, légitime et collective, de la communauté juive qui sera habilitée à parler, au nom des 16 millions de Juifs, aux nations et gouvernements du monde, ainsi qu'aux Juifs eux-mêmes. »
En 1934, la conférence a approuvé les plans d'établissement de la nouvelle organisation, qui prévoyait un siège à New York et des bureaux européens à Berlin, en Allemagne,. Dans un manifeste, des délégués ont appelé le peuple juif à s'unir, selon eux le seul moyen efficace de prévenir le danger. Les Juifs, disait la déclaration, devaient se fier à leurs propres forces, avec l'aide des parties éclairées du monde qui n'étaient pas encore contaminées par le poison de l'antisémitisme. Il ajouta : Le but du Congrès juif mondial n'est pas d'affaiblir les organisations existantes, mais plutôt de les soutenir et de les encourager. »  La nouvelle organisation se baserait sur le « concept du peuple juif en tant qu'entité nationale. Elle serait autorisée à traiter tous les problèmes affectant la vie des Juifs et en aurait même l'obligation. »
À l'été 1933, après l'arrivée au pouvoir en Allemagne d'Adolf Hitler et de son NSDAP, le président du Congrès juif américain Bernard Deutsch a appelé les organisations juives américaines à encourager la création d'un Congrès juif mondial « afin de prouver la sincérité de leur position » en faveur des Juifs d'Allemagne en difficulté.

### Fondation
Après deux autres conférences préparatoires en 1933 et en 1934, la première assemblée plénière s'est tenue du 8 au 14 août 1936 à Genève, à la Salle du Conseil général du Bâtiment Électoral. Elle a fondé le Congrès juif mondial sous la forme d'une organisation permanente et démocratique. L'élection des délégués à cette assemblée devait être conforme aux principes démocratiques, à savoir être secrète, directe et basée sur une représentation proportionnelle. Ainsi par exemple, les 52 délégués américains ont été choisis lors d'une Convention électorale qui s'est réunie à Washington les 13-14 juin 1936. Quelque 1 000 représentants de 99 communautés dans 32 États américains y ont participé.
Le Congrès juif mondial s'est fixé pour objectif d'assurer l'unité des Juifs et de renforcer leur influence politique afin d'assurer la survie du peuple juif, ce qui impliquait la création d'un État juif. Pas moins de 230 délégués représentant 32 pays se sont réunis pour la première assemblée du CJM. Lors d'une conférence de presse à Genève, Stephen Wise a critiqué les Juifs allemands qui s'opposaient au CJM. Il a déclaré : « Je dois préciser que le Congrès n'est pas un parlement, ni une tentative de parlement. Ce n'est rien de plus qu'une assemblée de représentants des communautés juives qui ont choisi de s'associer pour défendre les droits des Juifs. Le Congrès ne sera vraiment représentatif que lorsque tous les Juifs choisiront d'être représentés par celui-ci. »
Bien que les délégués aient élu le juge fédéral américain et ancien président du Congrès juif américain Julian Mack au poste de président honoraire du CJM, Wise a été nommé président de l'exécutif du CJM et était donc le dirigeant « de fait » du Congrès. Nahum Goldmann a été nommé président du conseil d'administration. Le nouvel exécutif du CJM a immédiatement rédigé une déclaration demandant au gouvernement britannique de ne pas arrêter l'émigration en Palestine et l'a présentée aux diplomates britanniques à Bern, en Suisse.

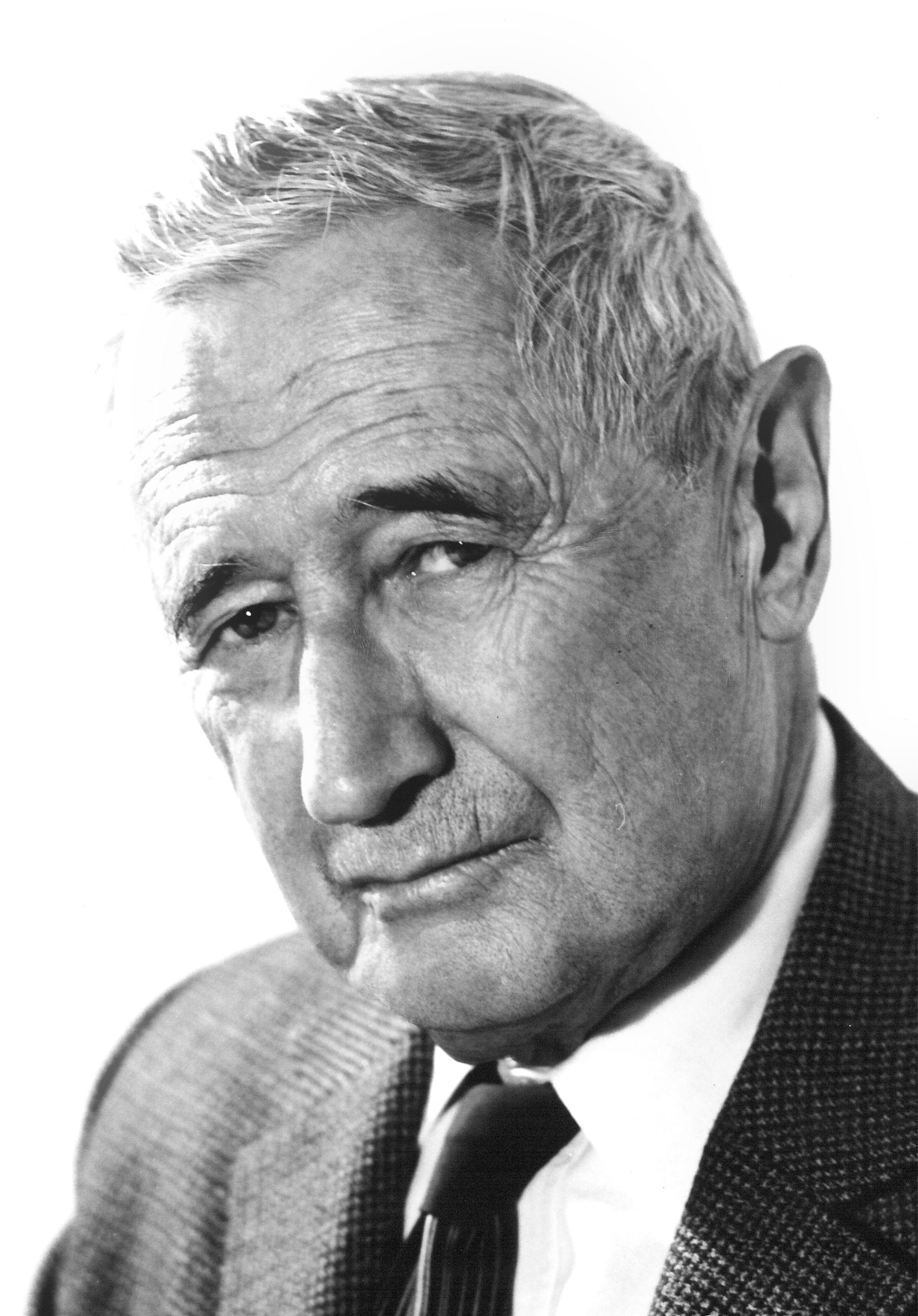
Nahum Goldmann, cofondateur et président du Congrès juif mondial de 1949 à 1977.

Le CJM a choisi d'établir son siège à Paris. Il a également ouvert un bureau de liaison à la Société des Nations à Genève, d'abord dirigé par l'avocat international suisse et conseiller juridique du CJM Paul Guggenheim, puis par Gerhart Riegner qui, à l'origine, était le secrétaire de Guggenheim.
Dans son combat contre la montée de l'antisémitisme en Europe, le CJM a poursuivi une double approche : la sphère politique et légale (principalement le lobbying à la Société des Nations et les déclarations publiques), d'une part, et une tentative d'organiser un boycott des produits en provenance de pays tels que l'Allemagne nazie, d'autre part. Vu la faiblesse de la Société des Nations vis-à-vis de l'Allemagne et les efforts fructueux du régime nazi pour empêcher un boycott économique des produits allemands, aucune de ces deux voies ne s'est avérée très efficace.
Après la nuit de Cristal en novembre 1938, des pogroms contre les Juifs d'Allemagne au cours desquels 91 Juifs au moins ont été tués et beaucoup de synagogues et de magasins juifs détruits, le CJM a publié une déclaration : « Bien que le Congrès déplore l'issue fatale de la fusillade contre un membre de l'ambassade d'Allemagne à Paris par un jeune Juif polonais de dix-sept ans, il est contraint de protester énergiquement contre les virulentes attaques de la communauté juive dans son ensemble qui ont publié dans la presse allemande à la suite de cet acte et tout particulièrement contre les représailles menées contre les Juifs d'Allemagne après le crime. »
Lorsque la Seconde Guerre mondiale a éclaté en septembre 1939, le siège du CJM a déménagé de Paris à Genève afin de faciliter les communications entre les communautés juives d'Europe. À l'été 1940, alors que la majeure partie de l'Europe était occupée par les nazis, le siège du Congrès juif mondial a déménagé à New York pour partager les bureaux du Congrès juif américain, tandis qu'un bureau spécial du CJM ouvrait à Londres. La section britannique du CJM était chargée de représenter l'organisation en Europe.
Une partie du personnel travaillant dans les bureaux européens du CJM a émigré aux États-Unis lorsque le siège du CJM s'y est installé. Au bureau de New York dans les années 1940, les principaux services étaient le Service politique, l'Institut des Affaires juives (recherche et travail juridique), Aide et Secours, le Service de la Culture et de l'Éducation (ou Service de la Culture) et le Service de l'organisation. En 1940, le CJM a ouvert un bureau de représentation à Buenos Aires, en Argentine,.

### Les efforts du CJM pendant la Shoah et ses conséquences
Les premières priorités que le CJM s'est fixées consistaient à protéger les droits des minorités juives, à lutter contre l'antisémitisme en Europe et à apporter une aide d'urgence aux Juifs fuyant les persécutions nazies. Le CJM s'est également efforcé d'assurer la sécurité des victimes de la guerre et des réfugiés juifs. En 1939, le Congrès juif mondial a mis en place un comité de secours pour les réfugiés de guerre juifs (RELICO) et a coopéré avec le Comité international de la Croix-Rouge pour protéger les Juifs dans les pays occupés par les nazis.

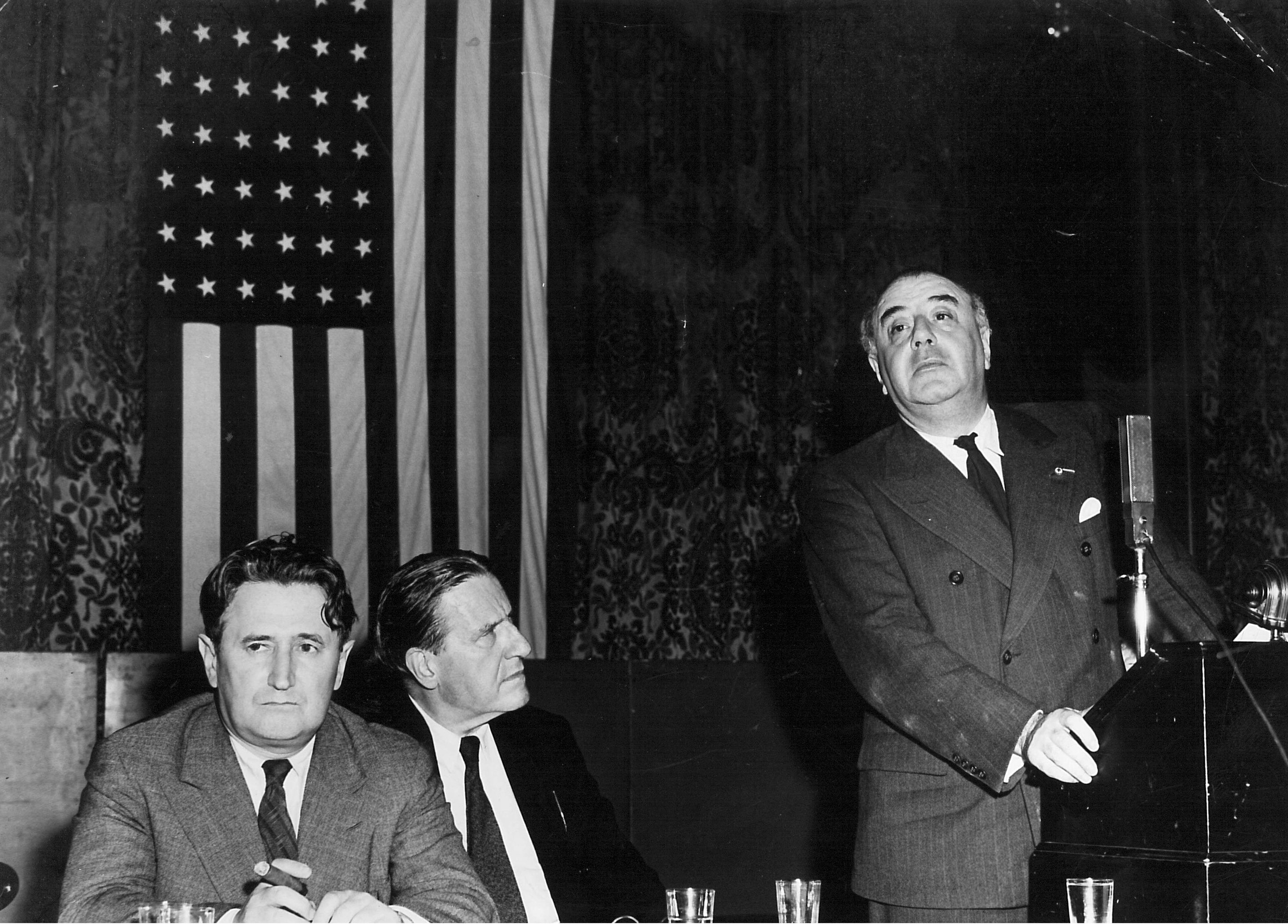
De gauche à droite : Nahum Goldmann, Stephen Wise et l'avocat français Henry Torrès (prenant la parole) lors d'une conférence du Congrès juif mondial à New York le 7 juin 1942.

Sous les auspices du CJM, 18 comités ont été créés aux États-Unis. Ils se composaient de représentants exilés des différentes communautés juives européennes soumises au joug nazi. Les comités étaient organisés sur le modèle des gouvernements en exil. Ils étaient chargés de fournir une aide morale et matérielle aux Juifs dans leurs pays respectifs et de préparer un programme de revendications juives pour l'après-guerre. L'ensemble des comités représentatifs formaient le Conseil consultatif sur les affaires juives européennes, créé lors d'une conférence à New York en juin 1942.
Le CJM a également exercé des pressions sur les gouvernements alliés au nom des réfugiés juifs et a pressé les organisations juives des États-Unis de tenter d'obtenir un relèvement des quotas de réfugiés juifs fuyant les persécutions nazies. En 1940, le général Charles de Gaulle, chef du gouvernement français en exil, s'est engagé auprès du CJM à abroger toutes les mesures prises par le régime de Vichy contre les Juifs lorsque la France serait libérée.
Fin 1941-début 1942, des diplomates et des journalistes occidentaux ont reçu des informations éparses concernant plusieurs milliers de Juifs massacrés par les nazis en Pologne et en Russie occupées par l'Allemagne. Il était toutefois difficile de confirmer ces nouvelles.

#### Le télégramme Riegner
Le 11 août 1942, Gerhart Riegner, le représentant du CJM à Genève, a envoyé au vice-consul américain à Genève un télégramme informant pour la première fois les Alliés de la Solution finale planifiée par les nazis pour exterminer tous les Juifs dans les territoires occupés par les Allemands. Riegner tenait cette information de l'industriel allemand Eduard Schulte.
Le contenu de son télégramme était le suivant :
« Reçu rapport alarmant concernant plan discuté et envisagé au quartier général du Führer pour exterminer d'un seul coup tous les Juifs des pays contrôlés par l'Allemagne, soit trois et demi à quatre millions de personnes, après déportation et concentration à l'est, résolvant ainsi une fois pour toutes la question juive stop campagne planifiée pour l'automne méthodes discutées comprennent acide cyanhydrique stop »
.

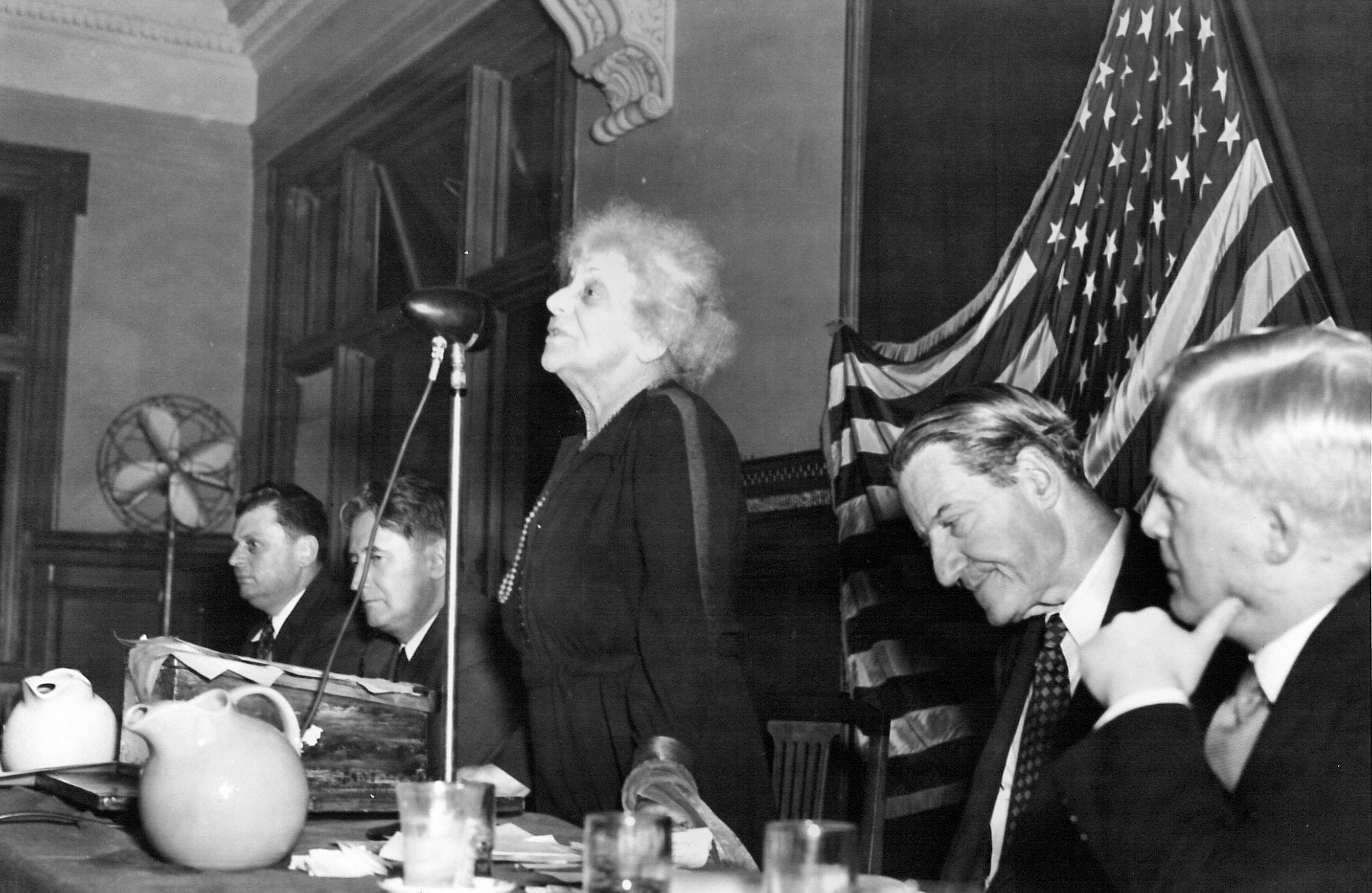
Louise Waterman Wise, activiste juive et épouse du président du CJM Stephen Wise, s'adressant au Congrès juif mondial lors de la Conférence extraordinaire de guerre à Atlantic City en novembre 1944

C'est seulement quelques semaines plus tard, le 28 août 1942, que le président du CJM Stephen Wise a reçu le message alarmant de Riegner. Le télégramme Riegner a été accueilli avec incrédulité malgré des preuves antérieures d'exécutions en masse. Le ministère des Affaires étrangères américain a considéré qu'il s'agissait d'une « rumeur fantaisiste, alimentée par l'anxiété des Juifs », tandis que le Foreign Office britannique a tout d'abord refusé de faire suivre le télégramme et a demandé que ces allégations soient d'abord vérifiées. Ce n'est que le 25 novembre 1942 que le CJM a été autorisé à révéler la nouvelle au monde.
Le 28 juillet 1942, 20 000 personnes ont participé à une manifestation « Stop Hitler Now » organisée par le CJM au Madison Square Garden de New York. Neuf mois plus tard, le 1er mars 1943, quelque 22 000 personnes se sont pressées dans la même salle et 15 000 autres se sont massées à l'extérieur lors d'un rassemblement du CJM. Wise, Chaim Weizmann, Fiorello LaGuardia, le maire de New York, et d'autres y ont pris la parole,. Le gouvernement américain n'a toutefois pas tenu compte des appels à l'aide des Juifs européens. Début 1944, le secrétaire au Trésor américain Henry Morgenthau a déclaré, devant le président Franklin Roosevelt, que « certains membres de notre ministère » avaient fait défaut alors que le devoir aurait dû nous commander « d'empêcher l'extermination des Juifs en Europe occupée par l'Allemagne ».

#### Efforts de sauvetage
Tout au long de la guerre, le CJM a exercé des pressions sur les gouvernements alliés pour qu'ils accordent des visas aux réfugiés juifs d'Europe et qu'ils garantissent la restauration des droits des minorités juives dans les zones libérées par les forces alliées. Malgré l'opposition du département d'État des États-Unis, le CJM a obtenu l'autorisation du département du Trésor, dirigé par Henry Morgenthau, de transférer des fonds en Europe pour secourir les Juifs persécutés et leur porter assistance. D'après un rapport de Riegner, ces fonds ont aidé à envoyer 1 350 enfants juifs des pays occupés en Suisse et 70 en Espagne.
Lors de la conférence des Bermudes sur le sort des réfugiés en 1943, tant les États-Unis que la Grande-Bretagne ont toutefois refusé d'assouplir leur politique d'immigration, pas même pour la Palestine sous mandat britannique. En réaction, le CJM a publié le commentaire suivant : « En vérité, ce qui empêche les Nations unies d'aider les Juifs européens n'est pas le fait que ce programme soit dangereux, il s'agit simplement d'un manque de volonté de courir des risques en leur nom. » C'est seulement en janvier 1944 que le président Franklin Roosevelt a donné l'ordre de créer un Conseil des réfugiés de guerre pour « sauver les victimes de l'oppression ennemie qui sont en danger de mort imminent ».
Le Congrès juif mondial a également tenté – généralement en vain – de convaincre le Comité international de la Croix-Rouge (CICR) d'exercer son autorité plus fermement à l'égard des Allemands et l'a pressé d'accorder aux Juifs confinés dans les ghettos et les camps de concentration nazis le statut de prisonniers de guerre civils en vertu de la troisième Convention de Genève sur les prisonniers de guerre, ce qui aurait permis au CICR de leur prodiguer des soins. Le CICR est toutefois resté sur ses positions, arguant qu'il n'était « pas en mesure d'exercer des pressions sur les gouvernements » et que le succès de son travail « dépendait de suites d'actions discrètes et amicales. »

#### Lettre adressée au département d'État

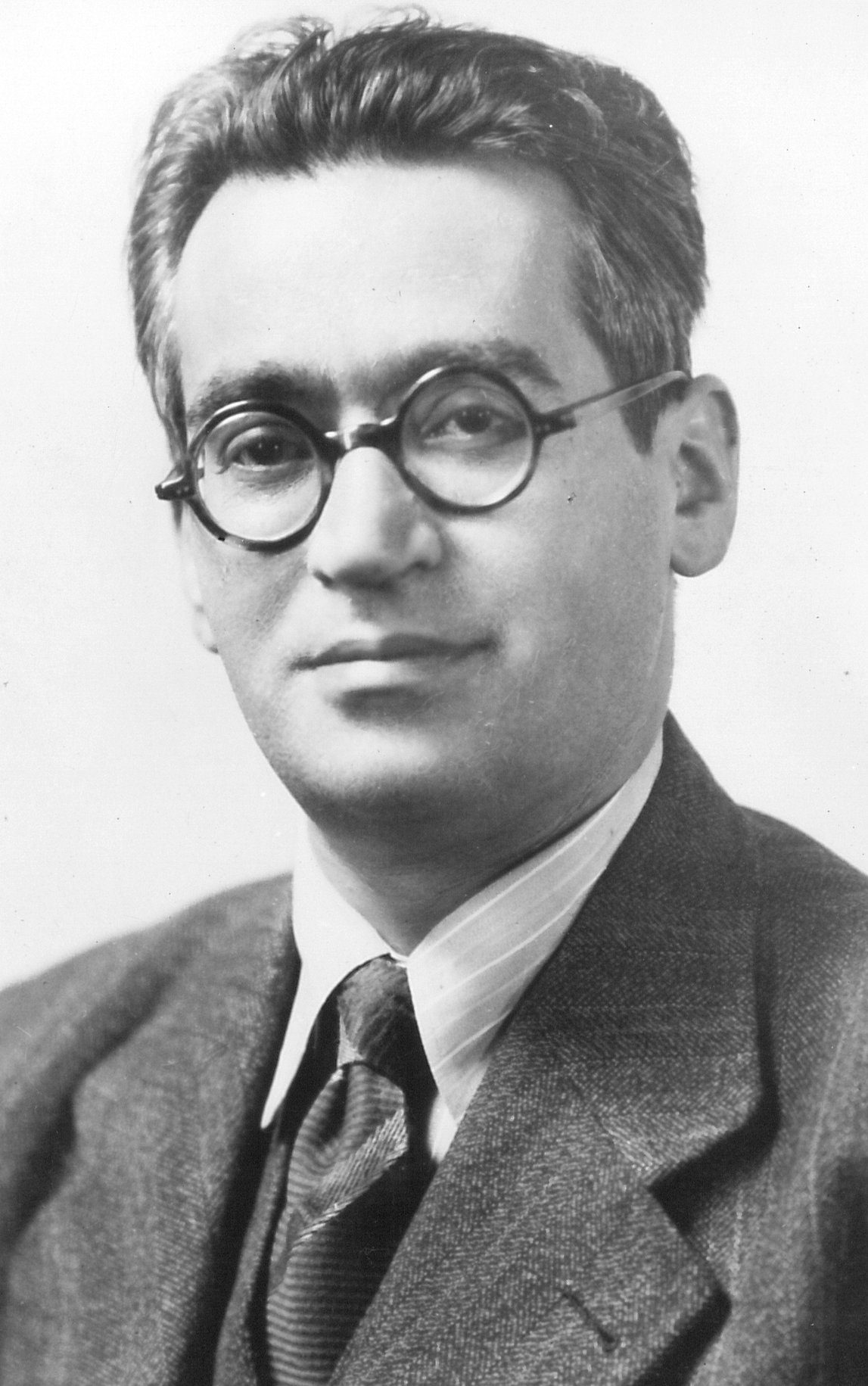
A. Leon Kubowitzki.

Le 9 août 1944, le Belge Leon Kubowitzki (plus tard Aryeh Leon Kubovy), responsable du service des secours du CJM, a relayé un message d'Ernest Frischer, du Conseil d'État tchécoslovaque, au ministère américain des Affaires étrangères le pressant de détruire les chambres à gaz et de bombarder les voies de chemin de fer menant au camp de la mort d'Auschwitz. Cinq jours plus tard, John J. McCloy, l'adjoint au ministre de la guerre américain, a rejeté la suggestion de Kubowitzki dans la lettre qu'il lui a adressée :
« Après étude du dossier, il apparaît qu'une telle opération ne pourrait être exécutée qu'en y affectant un contingent aérien considérable pourtant essentiel au succès de nos forces actuellement engagées dans des opérations décisives ailleurs. Son efficacité serait de toute manière tellement incertaine qu'elle ne justifierait pas l'utilisation de nos ressources. »
En novembre 1944, lors de la Conférence extraordinaire de guerre à Atlantic City aux États-Unis, le CJM a élaboré un programme pour la période de l'après-guerre. Ce dernier prévoyait d'exiger de l'Allemagne des réparations pour les Juifs et l'affectation des propriétés juives sans héritiers à la réhabilitation d'autres Juifs. Stephen Wise a été élu président du Congrès juif mondial au cours de cette même conférence. Les délégués ont décidé de se lancer dans une collecte de fonds de 10 000 000 $ pour les réparations et l'intensification des activités politiques dans le monde entier. L'agence de presse JTA a rapporté ce qui suit :
« La séance de clôture de la conférence a également adopté une résolution recommandant au Congrès de créer un Service communautaire chargé d'aider à reconstruire la vie spirituelle et culturelle des Juifs dans les pays libérés. Une autre résolution a témoigné au Vatican et aux gouvernements d'Espagne, de Suède et de Suisse la gratitude de l'assemblée pour la protection qu'ils ont offerte, dans des conditions difficiles, aux Juifs persécutés de l'Europe dominée par l'Allemagne. Dans le même temps, elle a aussi déploré que tellement peu ait été fait pour échanger les civils de l'Axe sous autorité des Nations unies contre les Juifs se trouvant dans les ghettos et les camps d'internement, de concentration et de travail. »

#### Rencontre d'un représentant du CJM avec le chef des SS Heinrich Himmler
En février 1945, le responsable du bureau suédois du CJM Hilel Storch a pris contact avec le chef des SS Heinrich Himmler par le biais d'un intermédiaire, Felix Kersten. En avril, Norbert Masur de la section suédoise du CJM a secrètement rencontré Himmler à Harzfeld, à quelque 70 kilomètres au nord de Berlin. Himmler avait promis un sauf-conduit à Masur. À la suite des négociations avec le dirigeant nazi et aux discussions qui ont suivi avec le responsable de la Croix-Rouge suédoise Folke Bernadotte, le CJM a été autorisé à sauver 4 500 détenues du camp de concentration pour femmes de Ravensbrück. La moitié environ de ces femmes déportées en Allemagne depuis plus de quarante pays étaient Juives,.

#### Efforts d'après-guerre
À la fin de la guerre, le CJM s'est attelé à reconstruire les communautés juives d'Europe, a insisté pour que des indemnisations et des réparations soient exigées de l'Allemagne, a porté assistance aux personnes déplacées et aux survivants de la Shoah et a réclamé la condamnation des responsables nazis pour crimes de guerre et crimes contre l'humanité. Le Congrès juif mondial a notamment pris part à la formulation des principes régissant le Tribunal des crimes de guerre de Nuremberg et a fourni aux procureurs américains des preuves contre les dirigeants nazis,,,.

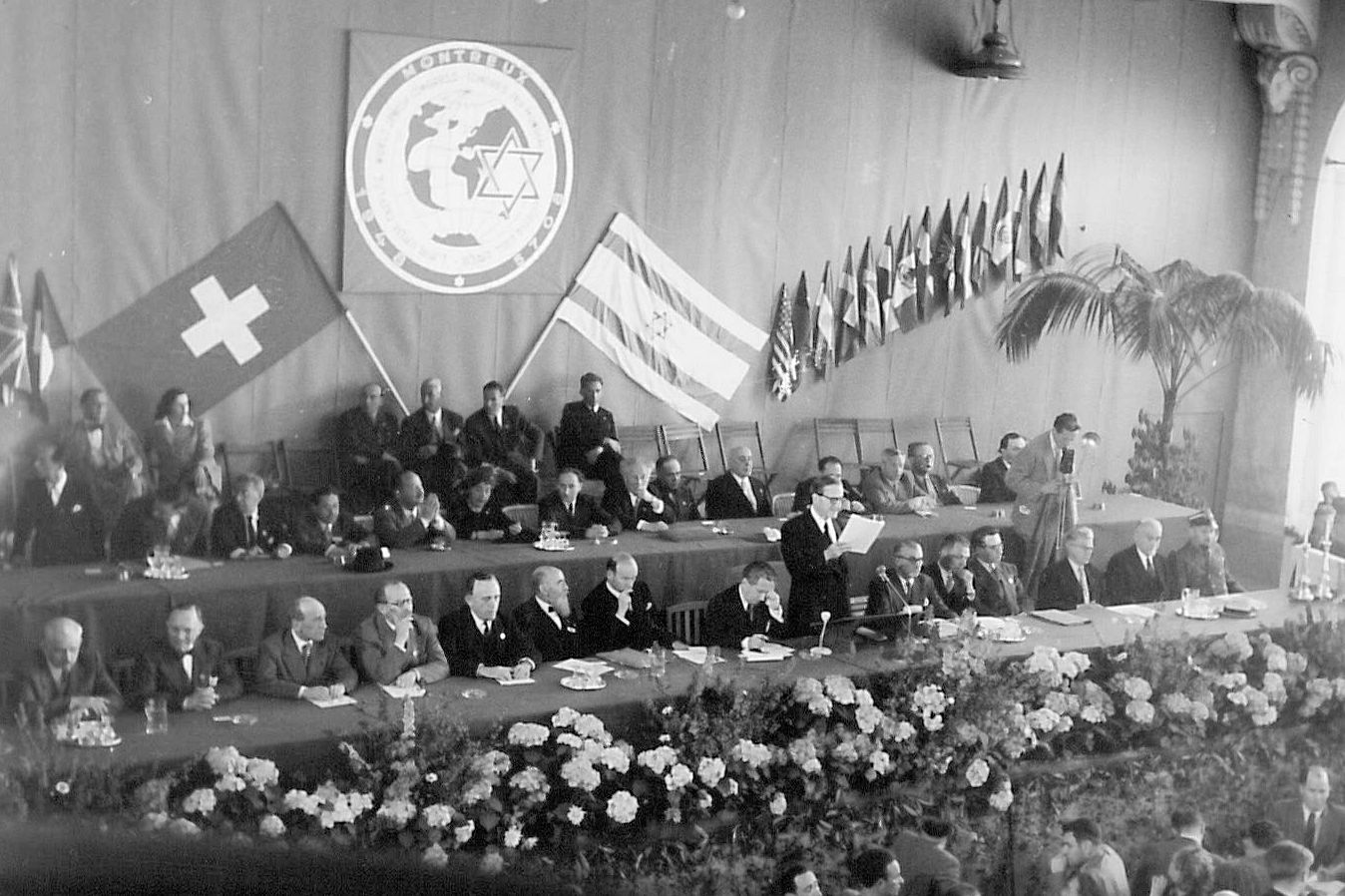
Stephen Wise s'adresse à l'assemblée plénière du Congrès juif mondial à Montreux, en Suisse, août 1948.

Le 21 septembre 1946, le pape Pie XII a reçu en audience le secrétaire général du CJM Leon Kubowitzki, qui lui a raconté les « grandes pertes » subies par les Juifs pendant la guerre et a exprimé sa gratitude pour ce que l'Église avait fait pour aider « notre peuple persécuté. » Kubowitzki a suggéré une encyclique consacrée à l'attitude de l'Église catholique vis-à-vis des Juifs et à une condamnation de l'antisémitisme. « Nous allons l'envisager, » aurait répondu Pie XII, ajoutant : « certainement, très favorablement, avec tout notre amour. » Le CJM a aussi pressé le Vatican d'aider à retrouver les enfants juifs sauvés par des catholiques pendant la Shoah,.
Le CJM a également encouragé la création de l'Organisation des Nations unies en 1945. En 1947, le CJM est devenu l'une des premières ONG à obtenir le statut consultatif au Conseil économique et social des Nations unies (ECOSOC).
En 1947, 30 000 personnes environ ont assisté à l'ouverture de la Conférence latino-américaine du Congrès juif mondial au Luna Park de Buenos Aires, en Argentine.

### Le CJM et la création de l'État d'Israël
Bien que le but premier du CJM soit de défendre les droits des Juifs de la Diaspora, le CJM a toujours activement soutenu les objectifs du sionisme, à savoir la création d'un Foyer national juif en Palestine. Le Yishuv, la communauté juive en Palestine sous mandat britannique, était représenté à la première assemblée plénière du CJM en 1936. Cette dernière a affirmé dans une résolution « la détermination du peuple juif à vivre en coopération pacifique avec ses voisins arabes sur la base d'un respect mutuel des droits de chacun. »
En 1946, le secrétaire politique du CJM Alexander L. Easterman a rédigé un projet de mémorandum adressé à la Commission d'enquête anglo-américaine sur la Palestine. Le CJM y déclarait que « le seul espoir de faire revivre la vie et la culture du peuple juif résidait dans l'établissement d'un foyer juif entièrement autonome, reconnu en tant que tel dans le monde entier ; à savoir un Commonwealth juif en Palestine. »
Les membres du CJM ont fait du lobbying auprès des États membres de l'ONU en faveur de l'adoption de la résolution 181 de l'Assemblée générale des Nations unies votée en 1947, qui appelait à la création d'un état juif et arabe en Palestine. Le 15 mai 1948, le jour de la proclamation de l'indépendance d'Israël, l'exécutif du CJM s'est engagé à une « solidarité de la communauté juive mondiale » avec le jeune État juif. Les délégués de 34 pays ont assisté à la deuxième assemblée plénière du Congrès juif mondial qui s'est tenue du 27 juin au 6 juillet 1948 à Montreux, en Suisse.

### Négociations avec l'Allemagne sur les réparations et les compensations
En 1949, le Congrès juif mondial a appelé la nouvelle République fédérale d'Allemagne à reconnaître la responsabilité du peuple allemand dans les torts infligés au peuple juif par le régime nazi. En 1950, le CJM a ouvert un bureau à Francfort pour avoir une « antenne » à l'écoute des développements en Allemagne. Le CJM a détaillé les revendications morales et matérielles des Juifs vis-à-vis de l'Allemagne dans ses représentations aux États-Unis, en Grande-Bretagne et en France. En 1951, à la demande du gouvernement israélien, Nahum Goldmann a créé la Conférence sur les Revendications matérielles juives contre l'Allemagne (Conférence de revendications).
La même année, dans une déclaration approuvée par le Parlement, le chancelier ouest-allemand Konrad Adenauer a reconnu que l'Allemagne avait un devoir de restitution morale et matérielle au peuple juif et a annoncé qu'il était prêt à s'engager dans des négociations avec des représentants juifs et l'État d'Israël. « Des crimes inqualifiables ont été commis au nom du peuple allemand, qui appellent une indemnisation morale et matérielle […] Le gouvernement fédéral est prêt, en collaboration avec les représentants de la communauté juive et l'État d'Israël […], à trouver une solution au problème de l'indemnisation matérielle, ce qui devrait ouvrir la voie à l'apaisement spirituel d'une infinie souffrance » a déclaré Adenauer.
Le 10 septembre 1952, le responsable du CJM et de la Conférence de revendications, Nahum Goldmann, et le gouvernement ouest-allemand ont signé un accord mis en œuvre dans deux protocoles. Le Protocole no . 1 appelait à la promulgation de lois satisfaisant directement aux demandes d'indemnisation et de restitution des victimes des persécutions nazies. En vertu du Protocole no . 2, le gouvernement ouest-allemand a versé à la Conférence de revendications 450 millions de Deutsche Marks pour l'aide, la réhabilitation et la réinstallation des victimes juives des persécutions nazies. Des accords similaires ont également été signés avec l'État d'Israël.
À la suite de ces accords, la Conférence de revendications a continué à négocier avec le gouvernement allemand en vue d'amender les divers engagements législatifs et de veiller à la mise en œuvre des différentes lois de compensation et de restitution. Selon la Conférence de revendications, plus de 278 000 survivants juifs de la Shoah ont reçu des pensions à vie en vertu des lois d'indemnisation d'Allemagne fédérale. L'Allemagne a dépensé un total de 60 milliards de $US pour satisfaire aux demandes d'indemnisation juives.
En 1952, le Congrès juif mondial a appelé le gouvernement autrichien à intensifier ses efforts en vue de la restitution des propriétés juives sans héritier. Le chancelier autrichien Leopold Figl s'est ensuite engagé à réparer les torts infligés aux Juifs.
À la troisième assemblée plénière à Genève (du 4 au 11 août 1953), Nahum Goldmann a été élu président du Congrès juif mondial après avoir exercé la fonction de président par intérim.

### Les efforts du CJM au profit de la communauté juive soviétique
Bien que l'Union soviétique ait initialement soutenu la création de l'Etat d'Israël, au cours des années 1950 l'État juif a été associé au camp occidental et le sionisme a suscité des craintes de dissension interne et d'opposition parmi les dirigeants communistes.
Pendant la Guerre froide, les Juifs soviétiques étaient suspectés d'être des traîtres, des sympathisants de l'Occident ou des obstacles à la sécurité. Les dirigeants communistes ont fermé plusieurs organisations juives et ont décrété que le sionisme était un ennemi idéologique. Les synagogues étaient souvent placées sous surveillance policière, tant ouvertement que par le biais d'informateurs. À la suite des persécutions, l'antisémitisme, encouragé par l'état ou officieux, s'est profondément enraciné dans la société et est resté vivace pendant de nombreuses années. Lorsqu'ils décrivaient les événements politiques, les médias soviétiques qualifiaient parfois le nationalisme israélien de 'fasciste'. Les Juifs subissaient souvent des humiliations, telles que de ne pas être admis dans les universités, dans certaines professions ou à participer au gouvernement. De nombreux Juifs se sentaient obligés de cacher leur identité en changeant de nom.

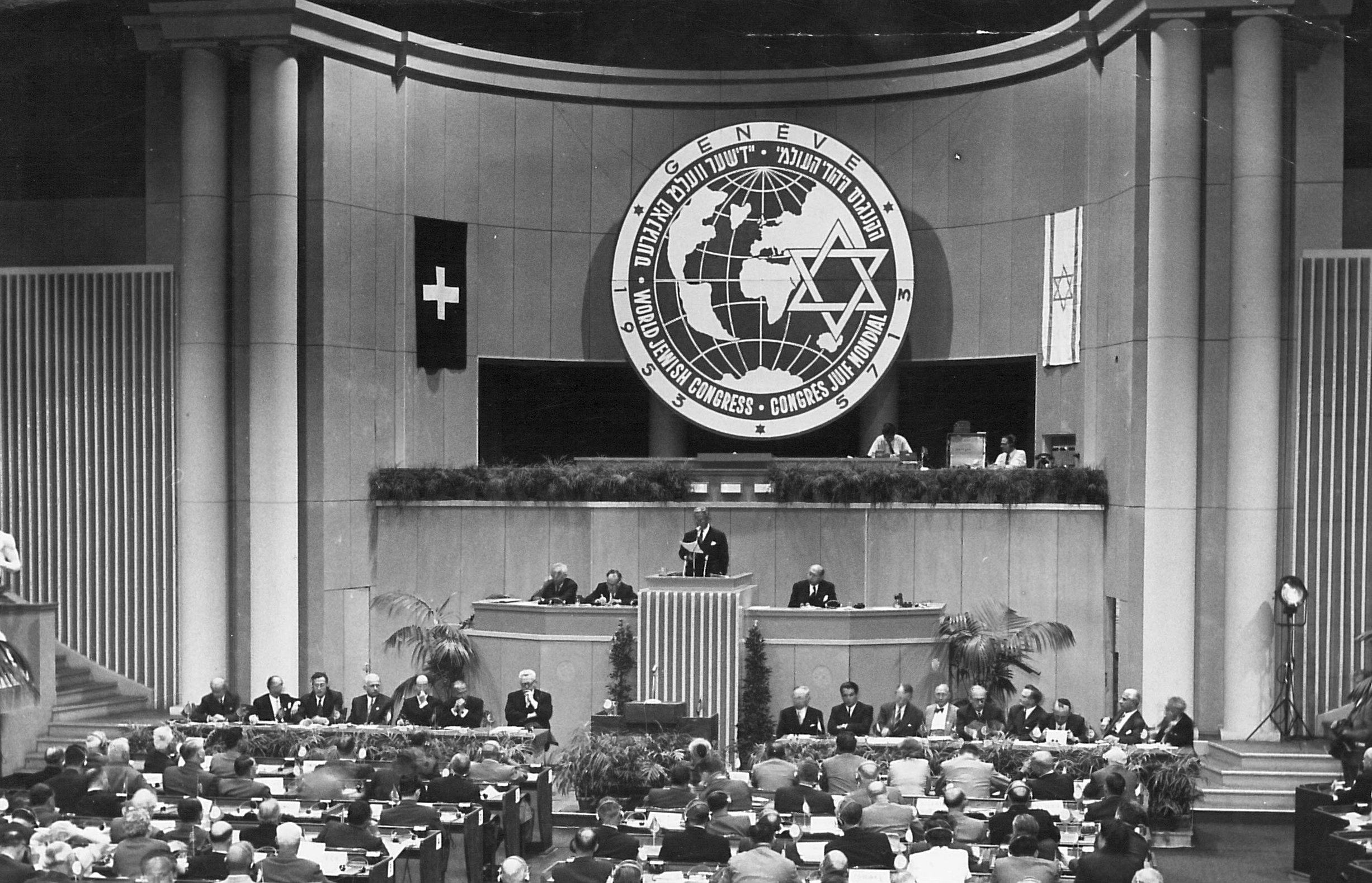
Troisième assemblée plénière du Congrès juif mondial à Genève, en Suisse, les 4-11 août 1953.

En 1953, le Congrès juif mondial a condamné l'inculpation à Moscou de médecins juifs accusés de conspirer contre les dirigeants soviétiques, le Complot dit des blouses blanches. Il a convoqué une réunion des dirigeants à Zurich, en Suisse, qui a été annulée en dernière minute à la mort du dictateur soviétique Joseph Staline. La nouvelle direction soviétique a déclaré que l'affaire des blouses blanches avait été fabriquée de toutes pièces.
En 1956, les dirigeants du CJM ont remis un mémorandum aux dirigeants soviétiques Nikolaï Boulganine et Nikita Khrouchtchev lors de leur visite à Londres. Un an plus tard, l'exécutif du Congrès juif mondial a lancé un appel mondial attirant l'attention sur la situation critique des Juifs d'Union soviétique et d'autres pays communistes. Cela a donné lieu à une campagne internationale en faveur de leurs droits culturels et religieux et de la réunion des familles séparées par la Guerre froide. Sept ans plus tard, l'organisation a repris contact avec plusieurs communautés juives d'Europe de l'Est communiste. En 1957, la communauté juive de Hongrie s'est réaffiliée au CJM.
En 1960, le CJM a convoqué à Paris la Conférence internationale sur la situation des Juifs en Union soviétique, présidée par Goldmann. En 1971, le CJM a cofinancé la première Conférence mondiale des communautés juives en faveur des Juifs d'URSS à Bruxelles, en Belgique. Les réunions suivantes ont eu lieu à Bruxelles et Zurich en 1976.
Lors de la seconde conférence à Bruxelles, les dirigeants juifs ont appelé l'Union soviétique à appliquer la Déclaration d'Helsinki sur les droits de l'homme, à respecter sa constitution et ses lois et à « reconnaître et respecter le droit des Juifs d'URSS à s'unir avec leurs frères du pays d'Israël, la patrie historique des Juifs. » Avec le slogan Let my people go! (« Laissez partir mon peuple »), le mouvement de la communauté juive soviétique a attiré l'attention d'hommes d'État et de personnages publics en Occident, qui estimaient que la politique de l'Union soviétique vis-à-vis des Juifs était en violation des droits humains et civils élémentaires tels que la liberté d'émigration, la liberté religieuse et la liberté d'étudier sa propre langue, sa culture et son patrimoine. « Vous n'avez pas d'autre choix que de libérer la communauté juive soviétique, » a déclaré le président américain Ronald Reagan au dirigeant soviétique Mikhaïl Gorbatchev lorsque ce dernier s'est rendu aux États-Unis en 1987.
Le 25 mars 1987, les dirigeants du CJM Edgar Miles Bronfman, Israel Singer, Sol Kanee et Elan Steinberg, ainsi que le responsable de la Conférence des présidents des principales organisations juives américaines Morris Abram sont arrivés à Moscou pour discuter de la question avec les ministres du gouvernement soviétique. Ces responsables ont pourtant rapidement nié que l'URSS avait accepté une augmentation de l'émigration juive et avait invité une délégation israélienne à visiter Moscou. Il a toutefois été reconnu que les visites des responsables du CJM à Moscou avaient permis à d'éminents Juifs d'Union soviétique d'obtenir l'autorisation de quitter le pays.
En 1989, les autorités ont autorisé les organisations juives soviétiques à adhérer au Congrès juif mondial et, deux ans plus tard à Jérusalem, plusieurs délégués d'Union soviétique directement élus étaient officiellement représentés pour la première fois à une assemblée plénière du Congrès juif mondial.

### Garantir les droits des Juifs en Afrique du Nord et au Moyen-Orient
Après la Seconde Guerre mondiale et l'établissement de l'État d'Israël, le Congrès juif mondial s'est activé pour aider les Juifs des pays arabes et autres pays musulmans confrontés à une pression croissante. En janvier 1948, le président du CJM Stephen Wise en a appelé au ministre américain des Affaires étrangères George Marshall : « Entre 800 000 et un million de Juifs au Moyen-Orient et en Afrique du Nord, à l'exclusion de la Palestine, sont en 'très grand danger d'anéantissement' aux mains de Musulmans incités à la guerre sainte par la partition de la Palestine… Les actes de violence déjà commis et ceux envisagés tendant clairement à la destruction totale des Juifs, constituent un génocide, ce qui est un crime contre l'humanité en vertu des résolutions de l'Assemblée générale. » Les États-Unis n'ont toutefois pris aucune mesure pour enquêter sur ces doléances.

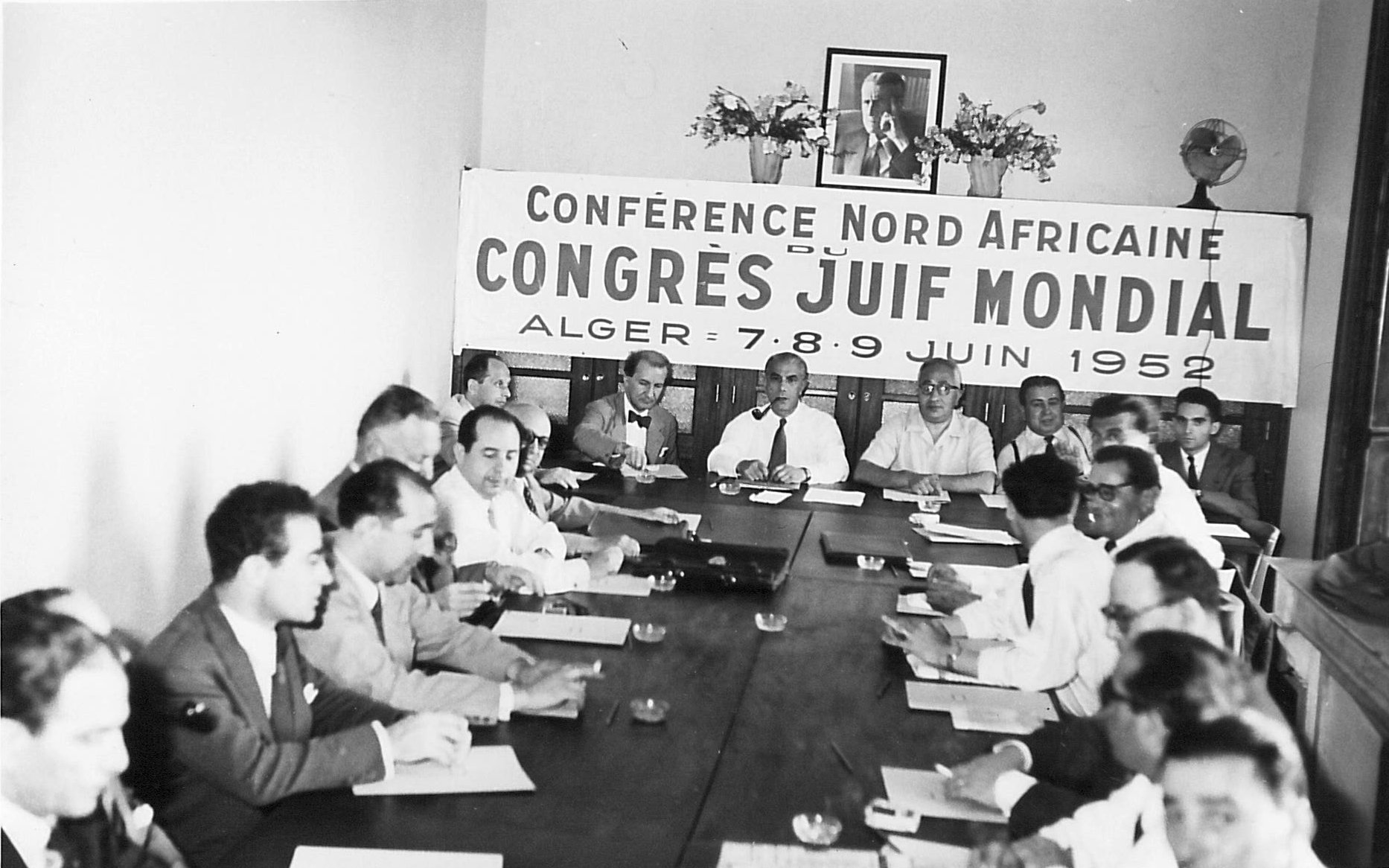
Conférence du CJM sur la situation des Juifs en Afrique du Nord, à Alger, en 1952.

Le CJM a également soumis un mémorandum sur le problème au Conseil économique et social de l'ONU, plaidant pour une action urgente. Le mémorandum mentionnait tout particulièrement un document de la Ligue arabe planifiant de priver les citoyens juifs de leurs droits et de leurs biens. Mais lorsque le CJM a présenté le document de la Ligue arabe à l'ECOSOC, son président Charles Malik, un représentant du Liban à l'ONU, a refusé d'en discuter.
Dans les années 1950, le CJM a mené des négociations avec plusieurs gouvernements arabes, d'Afrique du Nord notamment, et les a adjurés d'autoriser leurs populations juives à quitter leur pays natal. Ces efforts ont été considérablement compliqués par l'avancée du nationalisme arabe, surtout au cours des années 1950. En 1954, une délégation du CJM a visité le Maroc, qui était toujours sous tutelle coloniale française.
Le responsable du CJM a gardé un contact étroit avec les dirigeants du mouvement indépendantiste marocain, dont le sultan du Maroc en exil Mohammed V, qui affirmait qu'un Maroc autonome garantirait la liberté et l'égalité de tous ses citoyens, dont l'accès de non-musulmans aux administrations publiques. Lorsque le Maroc est devenu indépendant de la France en 1956, le directeur politique du CJM Alex Easterman a immédiatement entamé des négociations avec le premier ministre Mbarek Bekkay et d'autres membres du gouvernement, les pressant d'accorder aux Juifs le droit de quitter le pays.
Alors qu'un accord avait été conclu en 1957 pour autoriser l'émigration des 8 000 Juifs de Mazagan retenus dans un camp de réfugiés près de Casablanca, un rapport du CJM datant de 1959 a conclu qu'en dépit des assurances répétées du nouveau gouvernement de préserver les droits des Juifs, « des conflits politiques internes ont empêché une solution » au problème des Juifs marocains qui voulaient quitter le pays, mais n'obtenaient pas de passeport des autorités. En 1959, le Maroc est devenu membre de la Ligue arabe et toutes les communications avec Israël ont cessé. Cependant, tant le roi Mohammed V que son successeur Hassan II du Maroc ont toujours affirmé que les Juifs bénéficiaient des mêmes droits que les autres citoyens de leur pays.

### Des années 1950 aux années 1980
Les délégués de 43 pays ont assisté à la quatrième assemblée plénière du CJM qui s'est tenue dans la capitale suédoise Stockholm en 1959.
En 1960, le CJM a convoqué une conférence spéciale à Bruxelles, en Belgique, à la suite d'une série d'incidents antisémites en Europe.
En 1966, le président du parlement ouest-allemand Eugen Gerstenmaier a prononcé un discours intitulé « Les Allemands et les Juifs – Un problème non résolu » à la cinquième assemblée plénière organisée à Bruxelles, en Belgique. Il est ainsi devenu le premier homme politique allemand de sa génération à prendre la parole à une conférence du WJC, ce qui a suscité une certaine controverse au sein du CJM. En signe de protestation, certains délégués d'Israël ont boycotté la séance accueillant M. Gerstenmaier.
La section américaine du CJM a été créée en 1963, afin d'élargir l'assise de l'organisation dans le pays comptant la plus grande communauté juive au monde. Le Board of Deputies of British Jews a adhéré au Congrès juif mondial en 1974. La Section britannique du CJM, qui jusque-là représentait la communauté juive britannique, a été dissoute.

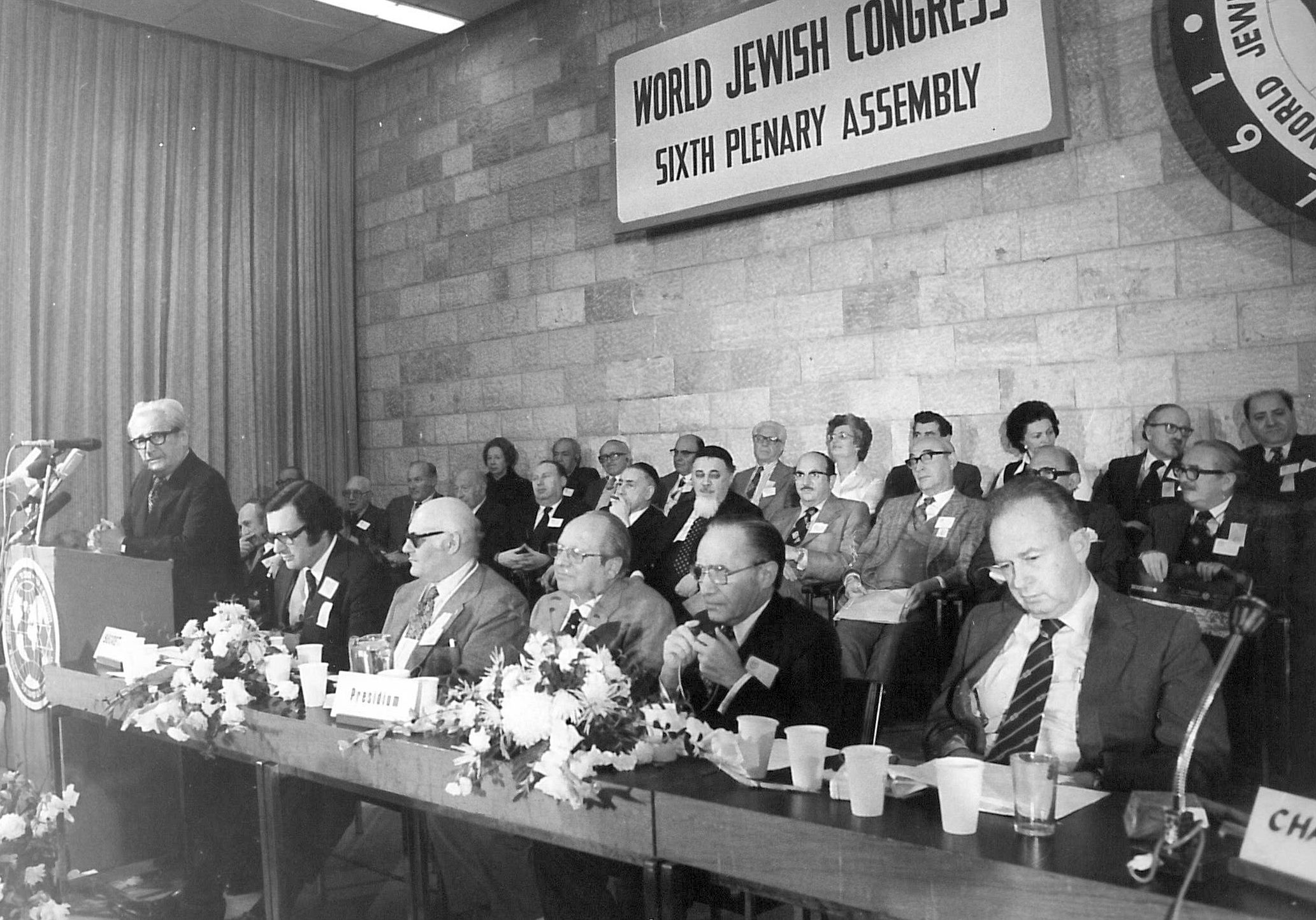
Nahum Goldmann s'adressant à la sixième assemblée plénière du CJM à Jérusalem, en 1975. Assis à droite : le Premier ministre israélien Yitzhak Rabin.

Pour affirmer sa solidarité avec l'État d'Israël, le CJM a organisé sa sixième assemblée plénière à Jérusalem pour la première fois en 1975 et, à une exception près, toutes les assemblées plénières s'y sont tenues depuis lors. Les délégués ont également adopté de nouveaux statuts et une nouvelle structure pour l'organisation. Le CJM a en outre conclu un nouvel accord de coopération avec l'Organisation sioniste mondiale.

#### Opposition à une résolution de l'ONU décrétant que le sionisme est une forme de racisme
Le Congrès juif mondial s'est efforcé de faire rejeter la résolution 3379 de l'Assemblée générale des Nations unies. Elle avait été adoptée le 10 novembre 1975 et décrétait « que le sionisme est une forme de racisme et de discrimination raciale ». L'exécutif du CJM a qualifié la résolution de « tentative de diffamation du sionisme en l'assimilant à l'impérialisme, au colonialisme, au racisme et à l'apartheid, […] ce qui équivaut à une incitation au racisme et à la haine raciale. » Toutes les communautés et organisations affiliées au Congrès ont été pressées d'agir immédiatement pour mobiliser l'opinion publique contre la résolution. Israël a fait de la révocation de la résolution 3379 une condition à sa participation à la Conférence de paix de Madrid en 1991. La résolution 3379 a été révoquée en 1991 par la résolution 4686 de l'Assemblée générale de l'ONU.
Au cours des années 1960 et 70, le CJM a également fait campagne pour la fin du boycott arabe d'Israël.

#### Changements de direction

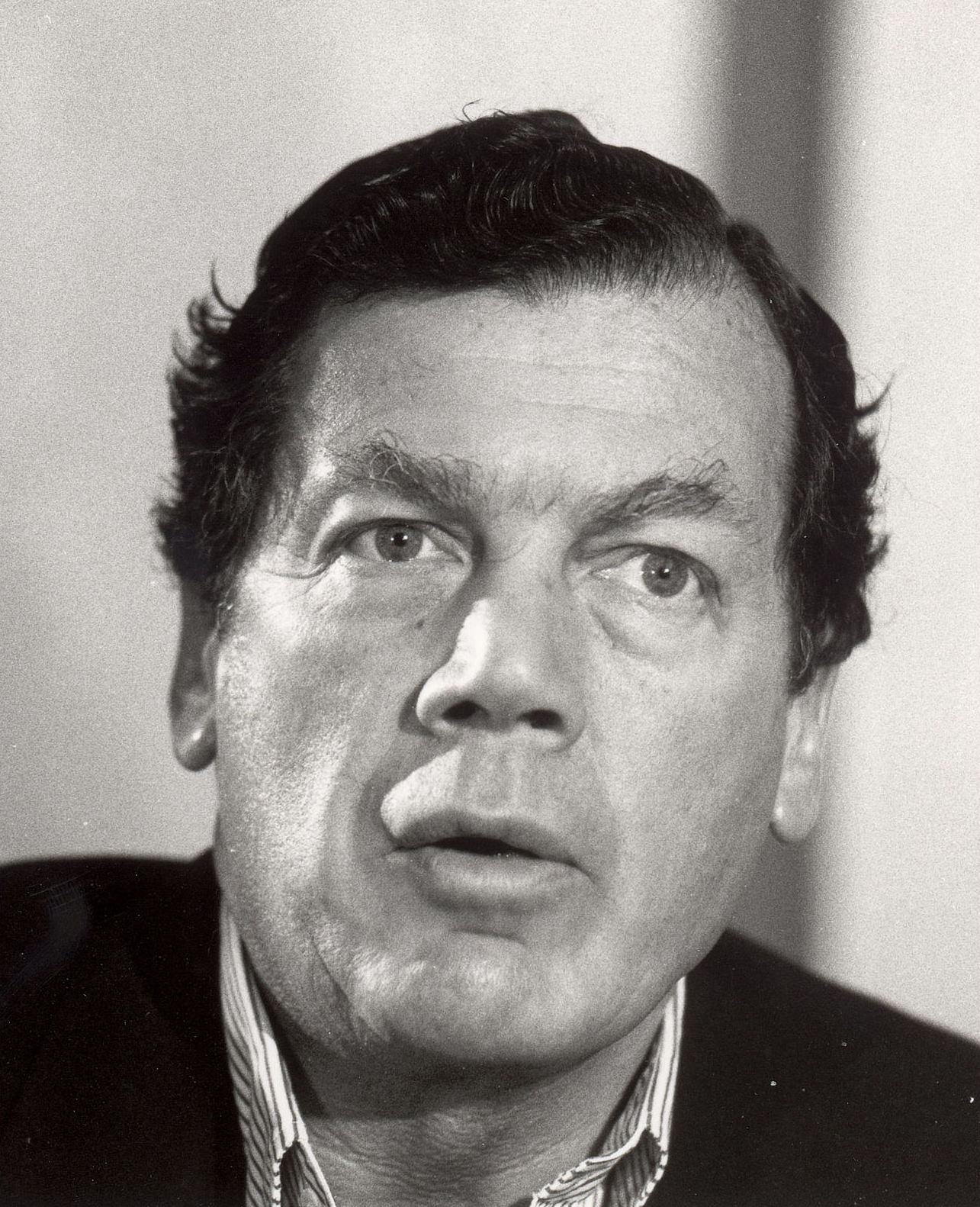
Edgar M. Bronfman.

Le dirigeant de longue date du CJM Nahum Goldmann, alors âgé de 80 ans, s'est représenté à la présidence du CJM lors de aplénière en 1975. Plusieurs délégués israéliens, du mouvement Herut entre autres, mais aussi l'ancienne première ministre israélienne Golda Meir se sont opposés à la réélection de Goldmann en raison de ses critiques à l'égard de la politique d'Israël, notamment en ce qui concerne le processus de paix,.
Deux ans plus tard, en 1977, le promoteur immobilier américain et ancien président de B’nai B’rith International Philip Klutznick a succédé à Goldmann au poste de président du CJM. Lorsque Klutznick a été nommé ministre américain du commerce par le président Jimmy Carter en 1979, l'homme d'affaires américano-canadien Edgar Bronfman a assuré la direction intérimaire de l'organisation. Bronfman a ensuite été officiellement élu président du CJM par la septième assemblée plénière qui s'est tenue à Jérusalem en janvier 1981.
Sous la direction de Bronfman, du nouveau secrétaire général Israel Singer (qui a repris la fonction de Gerhart Riegner en 1983) et du directeur exécutif Elan Steinberg, le CJM a adopté un style plus agressif. Steinberg a commenté le changement intervenu : « Pendant longtemps, le Congrès juif mondial se devait d'être le plus grand secret des Juifs, parce qu'après la guerre, la diplomatie était de nature discrète. C'est une nouvelle manière de diriger, à l'américaine — moins timide, plus énergique, résolument juive. »,
Le 25 juin 1982, le président du CJM Edgar Bronfman est devenu le tout premier dirigeant d'une organisation juive à s'adresser à l'Assemblée générale des Nations unies.

#### La controverse autour de la présence d'un couvent catholique à Auschwitz
En 1985, les Carmélites ont ouvert un couvent près du site de l'ancien camp de la mort nazi d'Auschwitz I. Le président du CJM Edgar Bronfman a demandé le déménagement du couvent. Lors de déclarations publiques, d'autres dirigeants juifs, dont l'ancien secrétaire général du CJM Gerhart Riegner, ont aussi réclamé son déménagement,. Un an plus tard, l'Église catholique a accédé à ces demandes et a annoncé que le couvent serait déménagé dans les deux ans.
Cependant, les Carmélites sont restées et, un an plus tard, elles ont même érigé une grande croix datant d'une messe de 1979 à laquelle le pape avait assisté. L'exécutif du Congrès juif mondial a fermement insisté auprès du Vatican pour qu'il prenne des mesures contre la présence du couvent et a déclaré que le pape Jean-Paul II devrait « exercer son autorité » et ordonner le déménagement rapide du couvent et de la croix. L'exécutif du CJM a affirmé qu'il fallait une action du pontife pour mettre en œuvre l'accord que d'éminents cardinaux catholiques européens, dont le cardinal de Cracovie Franciszek Macharski, avaient signé avec des dirigeants juifs le 22 février 1987 à Genève. Edgar Bronfman a déclaré : « Ce n'est pas seulement la question du couvent d'Auschwitz, mais aussi des implications plus larges de révisionnisme historique, niant la singularité de l'Holocauste et l'assassinat du peuple juif. »
Quelques mois plus tard, Rome a donné aux Carmélites l'ordre de partir. Le CJM a loué le Vatican pour son action, bien que les nonnes soient restées sur le site jusqu'en 1993, en laissant la grande croix.

#### Contacts diplomatiques avec les pays communistes
.

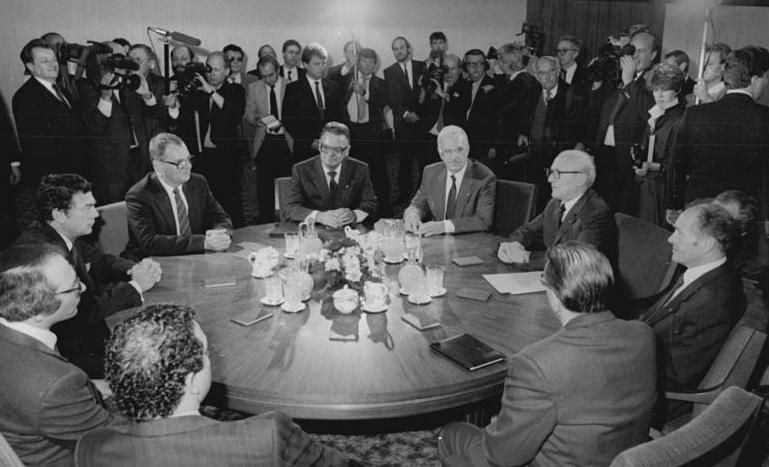
Réunion d'une délégation du CJM, emmenée par Edgar Bronfman, avec le dirigeant de la RDA Erich Honecker à Berlin-Est, en octobre 1988

Vers le milieu des années 1980, le Congrès juif mondial a également entamé des négociations diplomatiques avec plusieurs pays d'Europe centrale et orientale, dont l'Allemagne de l'Est communiste. Le CJM a pressé ses dirigeants de reconnaître leurs obligations envers les victimes juives de l'Allemagne nazie. En février 1990, le premier ministre de RDA Hans Modrow a envoyé au président du CJM Edgar Bronfman une lettre dans laquelle il reconnaissait, au nom du gouvernement est-allemand, la responsabilité de la RDA dans les crimes allemands commis contre le peuple juif par le régime nazi. Lors d'une déclaration, Modrow a dit : « La République démocratique allemande affirme un attachement immuable à son devoir de lutter contre le racisme, le nazisme, l'antisémitisme et la haine entre les peuples pour qu'à l'avenir ne renaissent jamais sur le sol allemand la guerre et le fascisme, mais seulement la paix et la compréhension entre les peuples. »
Quelques semaines plus tard, le premier parlement librement élu de RDA, le Volkskammer, a adopté une résolution qui reconnaît la responsabilité de la RDA dans l'Holocauste et demande « pardon aux Juifs du monde entier ». La RDA a promis d'indemniser les dommages matériels des Juifs et de préserver leurs traditions. La résolution a été intégrée au traité de la réunification allemande et fait toujours partie des lois allemandes.
En 1987, le Congrès juif mondial a organisé une réunion de son comité exécutif à Budapest, en Hongrie. C'était la première réunion du CJM dans un pays communiste d'Europe de l'Est depuis la fin de la Seconde Guerre mondiale. Le gouvernement hongrois avait accepté qu'il n'y ait pas de restrictions à la présence de délégués israéliens ni aux sujets de discussion.

#### L'affaire Waldheim
En 1986, le Congrès juif mondial a affirmé que le candidat à la présidence autrichienne Kurt Waldheim, un ancien Secrétaire général des Nations unies, avait menti à propos de son service en tant qu'officier dans la cavalerie de la « Sturmabteilung » (SA) du parti nazi et d'officier d'ordonnance allemand à Thessalonique, en Grèce, de 1942 à 1943.
Waldheim a qualifié ces allégations de « purs mensonges et d'actes malveillants ». Dans un télex à Bronfman, il déclare que son passé a été « délibérément mal interprété. » Il a cependant admis qu'il était au courant des représailles allemandes contre les partisans : « Oui, je savais. J'ai été horrifié. Mais que pouvais-je faire ? Je devais continuer à servir ou être exécuté. » Il a déclaré qu'il n'avait jamais tiré sur un partisan, qu'il n'en avait même jamais vu. Son supérieur immédiat de l'époque a confirmé que Waldheim était « resté confiné à un bureau ».
L'ancien chancelier autrichien juif Bruno Kreisky a qualifié les actions du Congrès juif mondial d'« infamie extraordinaire », ajoutant que les Autrichiens ne toléreraient pas que des Juifs de l'étranger leur donnent des ordres concernant les élections et leur dictent qui doit être leur président ».
La controverse prenant une tournure internationale, le gouvernement autrichien a décidé de nommer une commission internationale d'historiens pour examiner la vie de Waldheim entre 1938 et 1945. Leur rapport ne présente aucune preuve de la moindre implication personnelle de Waldheim dans ces crimes. Dans le même temps, bien qu'il ait affirmé ne pas être au courant des crimes commis, les historiens ont fourni des preuves indiquant que Waldheim devait être au courant des crimes de guerre.
Tout au long de son mandat de président (1986–1992), Waldheim et sa femme Elisabeth ont été officiellement considérés « personae non gratae » par les États-Unis. Ils ne pouvaient se rendre que dans les pays arabes et au Vatican,. En 1987, ils ont été inscrits sur une liste noire de personnes interdites d'accès au territoire des États-Unis et sont restés sur la liste, même après la publication du rapport de la Commission internationale d'historiens sur son passé militaire à la Wehrmacht nazie.

### Restitution des avoirs de l'époque de la Shoah et indemnisations
En 1992, le Congrès juif mondial a créé l'Organisation mondiale juive pour la Restitution des biens (WJRO). C'est un organe fédérateur des organisations juives dont fait partie l'Agence juive pour Israël. Elle tend à obtenir la restitution des propriétés juives en Europe, à l'exception de l'Allemagne (dont se charge la « Claims Conference »). D'après son site internet, la WRJO a pour mission de consulter les « gouvernements nationaux et locaux et de négocier avec eux des accords et l'adoption d'une législation concernant la restitution des propriétés au peuple juif », de mener des « recherches sur les propriétés dans les archives nationales et locales et d'établir une banque de données centrale afin de collecter et d'enregistrer des informations sur les propriétés juives, ainsi que d'affecter des « fonds à la préservation de projets culturels et éducatifs juifs dans ce pays. À ce jour, des fonds de ce type ont été constitués en Pologne, Roumanie et Hongrie. » L'actuel président du Congrès juif mondial Ronald Lauder est également président de la WRJO.

#### Accord avec les banques suisses
Le CJM, la « Conférence on Jewish Material Claims Against Germany », l'Organisation mondiale juive pour la Restitution des biens et la Commission internationale pour les demandes d'indemnisation de l'époque de l'Holocauste (CIDIEH), créée en 1998, ont obtenu de l'Allemagne, des banques suisses, des compagnies d'assurances et autres parties le paiement d'un total 20 milliards $ pour les victimes et les survivants de la Shoah.
En 1995, le CJM a entamé au nom de différentes organisations juives des négociations avec des banques suisses et le gouvernement de la Suisse concernant les comptes bancaires « dormants » de l'époque de la Seconde Guerre mondiale appartenant à des victimes de la Shoah. Le CJM a intenté un recours collectif à Brooklyn, NY, affirmant que les victimes de la Shoah et leurs familles avaient dû surmonter des obstacles scandaleux pour accéder aux comptes bancaires suisses de l'époque de la Seconde Guerre mondiale, tels que l'exigence de certificats de décès (n'existant généralement pas pour les victimes de la Shoah), et que certaines banques suisses avaient délibérément tenté de conserver indéfiniment les soldes de ces comptes. Les demandes d'indemnisation comprenaient aussi la valeur des œuvres d'art déclarées volées, les « dommages » aux personnes dont l'entrée en Suisse était refusée en raison de leur demande d'asile, et la valeur ou le coût du travail effectué par des personnes entretenues aux frais du gouvernement suisse dans des camps pour personnes déplacées pendant la Shoah, ainsi que les intérêts sur lesdites revendications depuis l'époque de leur perte. Le CJM a bénéficié de l'aide de représentants du gouvernement américain. Le sénateur new-yorkais Alfonse D'Amato a notamment organisé des auditions de la Commission bancaire du Sénat sur le sujet et a affirmé que des « centaines de millions de dollars » d'avoirs juifs datant de la Seconde Guerre mondiale se trouvaient encore dans les banques suisses. Sur l'ordre du président des États-Unis Bill Clinton, le vice-ministre du Commerce Stuart Eizenstat a attesté, lors de ces auditions, que les banques suisses avaient délibérément acheté de l'or pillé par les nazis pendant la Seconde Guerre mondiale. Eizenstat a ensuite été nommé envoyé spécial du gouvernement américain pour les questions liées à la Shoah.
Le rapport reposait exclusivement sur les archives du gouvernement américain. Il ne contenait pas de nouvelles informations historiques sur les dépôts effectués dans les banques suisses par les victimes des nazis. Il critiquait en outre les décisions des responsables américains qui avaient négocié les règlements avec la Suisse après la guerre, car trop indulgentes,.
Le gouvernement suisse a demandé des audits pour les comptes dormants entre 1962 et 1995, qui ont révélé un total de 32 millions $ (valeur 1995) sur les comptes non réclamés datant de la guerre. Pendant les négociations, les banques suisses ont toutefois accepté de demander un autre audit des comptes datant de la guerre, dirigé par l'ancien président de la Réserve fédérale américaine Paul Volcker. Le rapport de la Commission Volcker a conclu que tous les comptes dormants appartenant peut-être aux victimes des persécutions nazies et qui n'avaient pas été réclamés, avaient été clôturés par les nazis ou par des personnes inconnues, représentaient 95 millions de CHF, valeur comptable de 1999. Sur ce total, 24 millions de CHF étaient « probablement » liés aux victimes des persécutions nazies,.
En vue du règlement, la commission a recommandé que les valeurs comptables soient converties à la valeur de 1945 (en ajoutant les frais payés puis en déduisant les intérêts), puis soient multipliées par 10 pour refléter les taux moyens d'investissement à long terme en Suisse.
Le 12 août 1998, plusieurs grandes banques suisses ont accepté de payer aux survivants de la Shoah et à leurs parents plus de 1,25 milliard US$ sur les trois années suivantes. Dans le cadre du règlement, les demandeurs ont accepté d'abandonner une action intentée devant les tribunaux américains contre la Banque nationale suisse appartenant au gouvernement.

#### L'or nazi
En 1997, une étude commandée par le Congrès juif mondial a conclu que l'Allemagne nazie avait pillé aux Juifs et à d'autres victimes au moins 8,5 milliards US$ en or entre 1933 et 1945. L'étude a estimé qu'un tiers de l'or provenait de particuliers et d'entreprises privées et non des banques centrales, et que plus de 2 milliards de US $ d'or détenu à titre privé avait fini dans les banques suisses. La Suisse a rejeté les accusations du CJM. En réponse aux enquêtes du Congrès juif mondial, la Réserve fédérale américaine a admis en 1997 que l'or des particuliers saisi par les nazis avait été fondu après la guerre et que ces lingots avaient ensuite été envoyés aux banques centrales de quatre pays européens. En 1996, la Suède a également ouvert une enquête sur les assertions du Congrès juif mondial. Ce dernier prétendait en effet que l'or pillé par les nazis pendant la Seconde Guerre mondiale avait été déposé dans les chambres fortes du gouvernement suédois.

#### Accords avec d'autres pays européens sur la restitution des propriétés de l'époque de la Shoah et les compensations
Au cours des années 1990 et 2000, à la requête du Congrès juif mondial, un total de 17 pays européens ont créé des commissions spéciales afin d'examiner leur rôle pendant la Seconde Guerre mondiale. Beaucoup ont créé des fonds pour indemniser les Juifs et autres victimes de la guerre.
En 1997, le premier ministre français Alain Juppé a créé une commission pour enquêter sur les saisies de propriétés juives par les forces d'occupation nazies et les collaborateurs français durant la guerre.
En 2000-2001, le Congrès juif mondial a aidé à négocier un accord de compensation avec l'industrie et le gouvernement allemands. Cet accord prévoyait la création d'un fonds de 5 milliards € pour compenser le travail des esclaves et des travailleurs obligatoires vivant principalement en Europe centrale et orientale, qui n'avaient jusqu'alors reçu aucun paiement en compensation des souffrances endurées sous le joug nazi.

#### Restitution des œuvres d'art volées
En 1998, le CJM a publié une liste de 2 000 personnes ayant apparemment participé au pillage massif d'œuvres d'art par les nazis. Figuraient sur cette liste des personnes de 11 pays, dont des conservateurs de musées, des galeristes, des experts en art et autres intermédiaires. Quelques semaines plus tard à Washington DC, des délégués de 44 pays ont accepté de dresser un registre central des œuvres d'art pillées par les nazis pouvant être publié sur internet.
Ronald Lauder, alors président de la Commission pour la récupération des œuvres d'art du CJM, a estimé que 110 000 œuvres d'art d'une valeur de 10 à 30 milliards US $ manquaient toujours. En 2000, le Congrès juif mondial a critiqué les musées qui attendaient que les œuvres d'art soient réclamées par des victimes de la Shoah au lieu d'annoncer publiquement qu'ils possédaient des articles suspects. In the wake of the WJC accusations, a number of countries commissioned investigations into Nazi-looted art.

## Principales politiques et activités du Congrès juif mondial

### Soutien à Israël

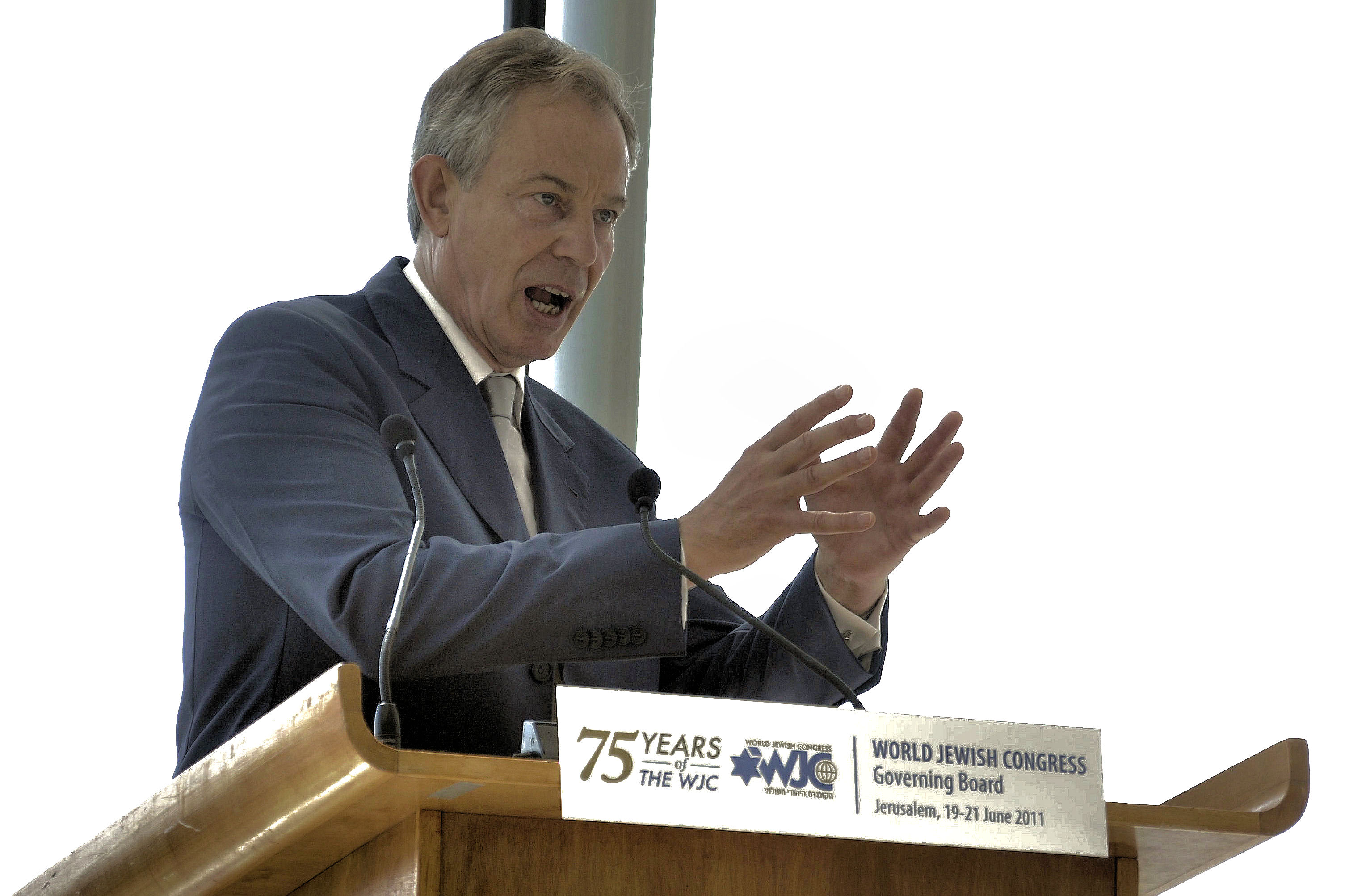
L'envoyé du Quartet international pour le Moyen-Orient Tony Blair informe les délégués du conseil d'administration du Congrès juif mondial du processus de paix à Jérusalem, en juin 2011.

La charte du Congrès juif mondial stipule que l'organisation cherche à « renforcer la solidarité entre les communautés juives du monde entier et, reconnaissant le rôle central de l'État d'Israël dans l'identité juive contemporaine, à renforcer les liens entre les communautés juives et les Juifs de la Diaspora avec Israël. »

#### Lutte contre la délégitimation d'Israël
Depuis peu, le CJM centre son activité principale sur la lutte contre la délégitimation d'Israël.
Le CJM fait du lobbying auprès des organisations internationales, et notamment auprès des Nations unies, pour veiller à ce que les gouvernements « appliquent à Israël les mêmes critères qu'aux autres pays pour juger de ses actions. » Le CJM affirme sur son site internet qu'« Israël ne devrait pas subir les critiques de pays qui n'adhèrent pas eux-mêmes aux principes de la démocratie, des droits de l'homme et de l'État de droit » et qu'« Israël doit être traité équitablement par les organisations internationales, et en particulier par les organes des Nations unies, tels que le Conseil des Droits de l'Homme de l'ONU. »
Début 2009, avant la conférence de Durban, le président du CJM Ronald Lauder a écrit au Haut-Commissaire aux droits de l'homme de l'ONU Navi Pillay pour lui demander que les clauses stigmatisant Israël dans la déclaration et le programme d'action de Durban 2001 soient abrogées.
Lauder a également dénoncé le Conseil des droits de l'homme des Nations unies à la suite de la publication de ce qu'il a appelé un « rapport profondément déséquilibré et biaisé » sur le raid d'Israël contre la flottille de Gaza en mai 2010. « Nous constatons que le Conseil a perdu sa compassion, que le terrorisme est qualifié d'activisme et l'auto-défense de violence disproportionnée. Si l'UNHCR veut regagner l'intégrité de son objectif initial, il ne peut se laisser manipuler au point de justifier et de couvrir le terrorisme, » a déclaré le président du CJM.
En décembre 2010, le Congrès juif mondial et plusieurs ministres du gouvernement israélien ont organisé à Jérusalem une consultation intitulée « Construire des partenariats et des synergies pour contrer l'assaut dirigé contre la légitimité d'Israël ». Plus d'une centaine de responsables juifs représentant 60 organisations différentes y ont participé. La conférence a constaté qu'il fallait consentir un effort de collaboration au nom de la communauté juive mondiale et de l'État d'Israël pour mettre en avant la protection des droits d'Israël et « mettre fin à l'assaut politique et économique » dirigé contre lui. Le Premier ministre israélien Benjamin Netanyahou, le ministre des Affaires stratégiques Moshe Yaalon, le président de l'Agence juive pour Israël Natan Charansky, l'ancien ministre de la Justice canadien et actuel député Irwin Cotler, la députée italienne Fiamma Nirenstein et des responsables juifs internationaux ont participé à la consultation, qui a débouché sur la création de la « Coalition globale pour Israël » et sur la formation de groupes de travail chargés de mettre en œuvre leurs conclusions.
Avec le Centre des affaires publiques et de l'État (Jerusalem Center for Public Affairs), le CJM a publié en septembre 2011 un livre politique intitulé The Rights of Israël as a Nation-State in International Diplomacy (« Les Droits d'Israël en tant qu'État-nation dans la diplomatie internationale »). Ce livre présente des articles universitaires rédigés par des experts internationaux en droit et en politique de tous les horizons politiques, dont Alan Dershowitz, Ruth Lapidoth, Stanley Urman, Shlomo Avineri, Martin Gilbert, Dan Diker et d'autres. Les auteurs exposent les droits historiques et légaux d'Israël, la situation critique des réfugiés juifs originaires de pays arabes et réfutent les principales critiques envers Israël formulées par des acteurs locaux et internationaux.

#### Soutien au processus de paix et opposition à l'unilatéralisme
Le Congrès juif mondial adhère à une solution à deux États du conflit israélo-palestinien et s'oppose à des actions unilatérales de l'une ou l'autre partie. Il affirme sur son site internet qu'un « règlement négocié entre Israël et les Palestiniens basé sur une solution à deux États est la seule manière légitime et juste d'arriver à une paix durable. L'État palestinien en devenir devrait respecter les principes de la démocratie, des droits de l'homme et de l'état de droit. Un État palestinien ne peut être fondé que s'il respecte le droit d'Israël à exister en toute sécurité. Il faudrait aussi encourager les initiatives qui contribuent à permettre aux Palestiniens d'avancer sur le plan économique et social en vue de stabiliser le processus de paix. »
En 2011, lors des préparatifs du vote du Conseil de sécurité de l'ONU qui aurait entériné la demande unilatérale de reconnaissance d'un État palestinien, le CJM s'est employé à souligner ce qu'il percevait comme un mouvement dangereux pour Israël, pour la viabilité d'un futur État palestinien et pour la paix au Moyen-Orient,.
En septembre 2011, le Congrès juif mondial et le Conseil international des Parlementaires juifs se sont réunis à New York pour faire pression sur la communauté internationale afin qu'elle n'autorise pas l'action unilatérale de l'Autorité palestinienne en vue de devenir un membre à part entière des Nations unies et de court-circuiter les négociations avec Israël. Lors d'un dîner organisé par le président du CJM Lauder, la délégation des parlementaires juifs a entamé une discussion ouverte avec les ambassadeurs auprès de l'ONU des principaux pays, dont l'Allemagne, la France, la Pologne et la Russie.
Dans le quotidien allemand Die Welt, Ronald Lauder a lancé un appel pour qu'Israël soit admis dans l'Alliance atlantique OTAN : « Israël doit avoir de réelles garanties de sécurité. Les États membres européens de l'OTAN – dont la Turquie – doivent accepter l'État d'Israël dans l'Alliance atlantique », a écrit le président du CJM. Faisant référence aux soulèvements en Égypte et en Tunisie, il a déclaré que ces derniers rappelaient « combien les évolutions sont imprévisibles » au Moyen-Orient. Si Israël était membre de l'OTAN, « ce serait un signal fort indiquant aux autres pays de ne pas s'en prendre à Israël », a encore argumenté Lauder,.
En mai 2012, Lauder a réagi « avec consternation » à une suggestion du vice-premier ministre et ministre des Affaires étrangères irlandais Eamon Gilmore visant à imposer dans toute l'Union européenne une interdiction d'importer les produits fabriqués dans les colonies israéliennes implantées en Cisjordanie car, disait Gilmore, elles sont « illégales » et rendent « impossible » la paix entre Israël et les Palestiniens. Lauder a répliqué : « De tels appels au boycott sont cyniques et hypocrites. Le ministre Gilmore prend pour cible la seule démocratie libérale du Moyen-Orient en passant sous silence ceux qui font vraiment des ravages dans la région : les Assad, Ahmadinejad et leurs alliés du Hezbollah et du Hamas. » Il a ajouté que les « territoires de Cisjordanie sont contestés sur le plan légal et non occupés illégalement. »
Lors du troisième anniversaire du discours du premier ministre israélien Benjamin Netanyahou à l'université de Bar-Ilan en juin 2012, Lauder a publié un encart d'une pleine page dans le Wall Street Journal et d'autres journaux, appelant le président palestinien Mahmoud Abbas à revenir à la table des négociations. « Acceptez l'offre de discuter, président Abbas. Il faut être deux pour faire la paix, » écrivait Lauder.

### Les questions liées à l'héritage de la Shoah
Le Congrès juif mondial se concentre toujours sur les questions liées à l'héritage de la Shoah, dont la restitution des avoirs juifs saisis pendant et après la Seconde Guerre mondiale.

#### Mémoire de la Shoah
Préserver la mémoire de la Shoah est la clé de voûte des efforts publics du CJM. En janvier 2011, le président du CJM Ronald Lauder a accompagné le président allemand Christian Wulff et plusieurs survivants de l'Holocauste à Auschwitz. Lauder a déclaré : « Auschwitz est le plus grand cimetière juif du monde. C'est à Auschwitz que l'anéantissement systématique de la communauté juive d'Europe a été raffiné et perfectionné. C'est là que quatre chambres à gaz et quatre fours crématoires ont anéanti plus d'un million de Juifs. C'est là que le tristement célèbre « médecin » SS Josef Mengele a mené des expériences médicales cruelles sur des êtres humains. C'est aussi là que des milliers et des milliers de Polonais, de Tziganes, de Roms et de prisonniers de guerre soviétiques ont été brutalement assassinés aux côtés des victimes juives. C'est à eux et aux survivants que nous devons de veiller à ce que les antisémites et les semeurs de haine d'aujourd'hui– ceux qui veulent détruire le peuple juif et son seul refuge, l'État-nation juif d'Israël – ne parviennent pas à leurs fins. »

#### Restitution des avoirs juifs
Depuis la fin de la Seconde Guerre mondiale, le CJM a pressé les gouvernements et les entreprises privées de restituer à leurs propriétaires légitimes les avoirs juifs saisis ou pillés. Il a contribué à conclure des accords avec une série de pays européens. Dans sa charte politique, le CJM affirme que les négociations relatives aux avoirs de l'époque de la Shoah sont « menées dans le cadre de l'Organisation mondiale juive pour la Restitution des biens (WJRO) en coordination avec le gouvernement israélien et avec l'aide du gouvernement des États-Unis et l'Union européenne. »
L'organisation souligne que la « distribution des montants compensatoires ne doit pas être traitée par le CJM. Le CJM ne tend pas à obtenir une quelconque forme de commission ou de gratification sur les accords de compensation ou de restitution relatifs à l'époque de la Shoah. » Les dirigeants du CJM ont tout particulièrement pressé le gouvernement polonais d'élaborer une loi de restitution pour les propriétés privées pillées mais, en mars 2011, Varsovie a annoncé que c'était impossible en raison de la situation économique actuelle.

#### Combattre la négation de la Shoah, le révisionnisme et la glorification des nazis
En maintes occasions, le CJM a pressé des pays de veiller à ce que la négation de la Shoah soit publiquement condamnée et combattue. Les responsables du CJM ont critiqué l'augmentation dans plusieurs pays européens, dont la Hongrie et la Serbie, de manifestations de vétérans nazis de la Seconde Guerre mondiale, d'activistes d'extrême-droite et de néo-nazis qui glorifient publiquement le régime d'Hitler et adhèrent à l'idéologie antisémite,.

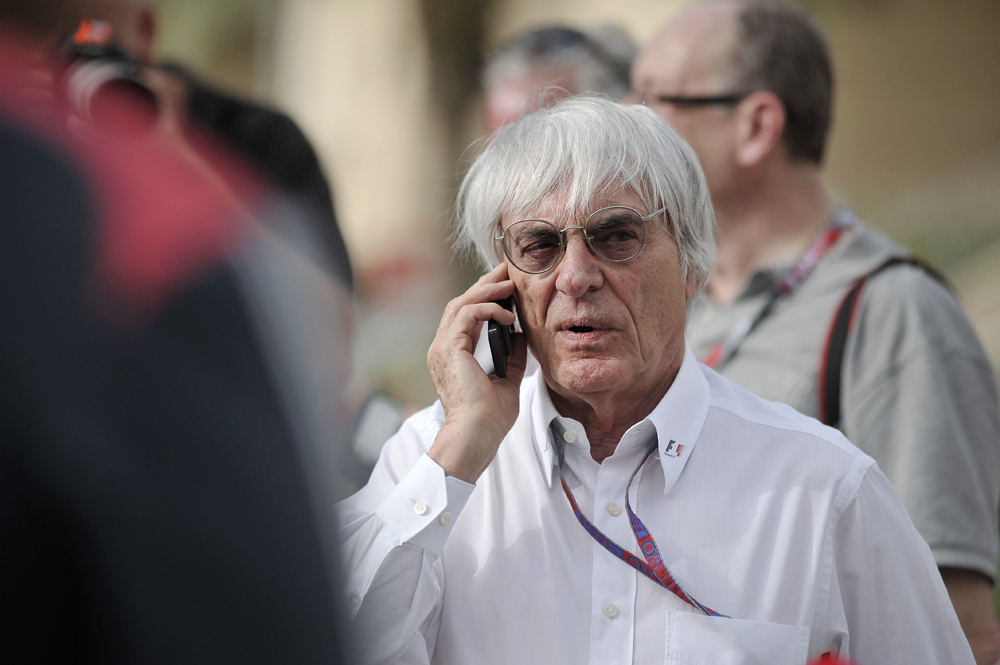
Bernie Ecclestone.

En juillet 2009, Bernie Ecclestone a reçu des appels du président du CJM Ronald Lauder pour qu'il démissionne de son poste de patron de la Formule 1 à la suite d'une interview pour un journal où il louait Adolf Hitler pour son « efficacité ». Lauder a déclaré que quelqu'un de l'avis d'Ecclestone ne devrait pas être autorisé à diriger des compétitions sportives aussi importantes et populaires. Il a demandé aux équipes de Formule 1, aux pilotes et aux pays hôtes de suspendre leur coopération avec lui. En réaction, Ecclestone a déclaré à l'agence Associated Press : « Je pense que les gens qui disent cela n'ont pas le pouvoir de dire de telles choses. » Lorsqu'on lui a demandé si le CJM était influent, Ecclestone a répondu : « C'est dommage qu'ils ne se soient pas occupés des banques » et « Ils ont une grande influence partout. » Après un tollé public, Ecclestone s'est excusé pour ses remarques et a admis avoir « été idiot. »,,
Le CJM a également critiqué le site de vente en ligne Amazon.com, qui vendait des T-shirts I love Hitler et d'autres articles louant des responsables nazis. Ces articles ont ensuite été retirés du site internet.
En février 2012, le CJM a attaqué la Cour constitutionnelle fédérale allemande pour un jugement acquittant un négationniste. La vice-présidente du CJM Charlotte Knobloch a qualifié le verdict de « bizarre » et a ajouté qu'il discréditait les poursuites judiciaires. Elle a accusé la plus haute cour allemande de faire fi de la loi allemande et de traiter la négation de la Shoah comme un crime de seconde catégorie.
Après une interview du président iranien Mahmoud Ahmadinejad à la télévision publique allemande où il a plusieurs fois qualifié Israël « d'État artificiel » bâti sur le « mensonge de l'Holocauste », Knobloch a appelé le gouvernement allemand à condamner publiquement les déclarations du dirigeant iranien et à isoler l'Iran sur le plan diplomatique.

#### Poursuites des criminels de guerre nazis
À maintes reprises, le Congrès juif mondial a appelé à poursuivre de présumés criminels de guerre nazis. Le président du CJM Ronald Lauder a déclaré en 2011 : « Il ne peut jamais y avoir d'impunité ni de prescription pour ceux qui ont été impliqués dans des tueries et le génocide, quel que soit leur âge ». Le CJM n'aura de cesse d'amener devant les tribunaux les « quelques vieillards qui ont sur les mains le sang de victimes innocentes de la Shoah », de les faire juger et tenir pour responsables de leurs actes.
En 2009, les dirigeants du CJM ont demandé d'extrader l'Ukrainien John Demjanjuk des États-Unis en Allemagne, où il était recherché pour avoir aidé à assassiner au moins 27 900 Juifs au camp de la mort de Sobibor pendant la Seconde Guerre mondiale. L'organisation s'est félicitée du procès de Demjanjuk et de sa condamnation par un tribunal de Munich en mai 2011. Elle a déclaré : « Certes avec retard, justice a enfin été rendue et les membres des familles de ceux qui ont été brutalement assassinés à Sobibor salueront certainement ce verdict. »
En décembre 2010, Lauder a publiquement pressé la Serbie d'extrader Peter Egner vers les États-Unis où il était recherché afin d'être jugé pour avoir servi dans une unité nazie qui a assassiné 17 000 Juifs pendant la Seconde Guerre mondiale. Egner est mort en janvier 2011.

### Lutte contre l'antisémitisme

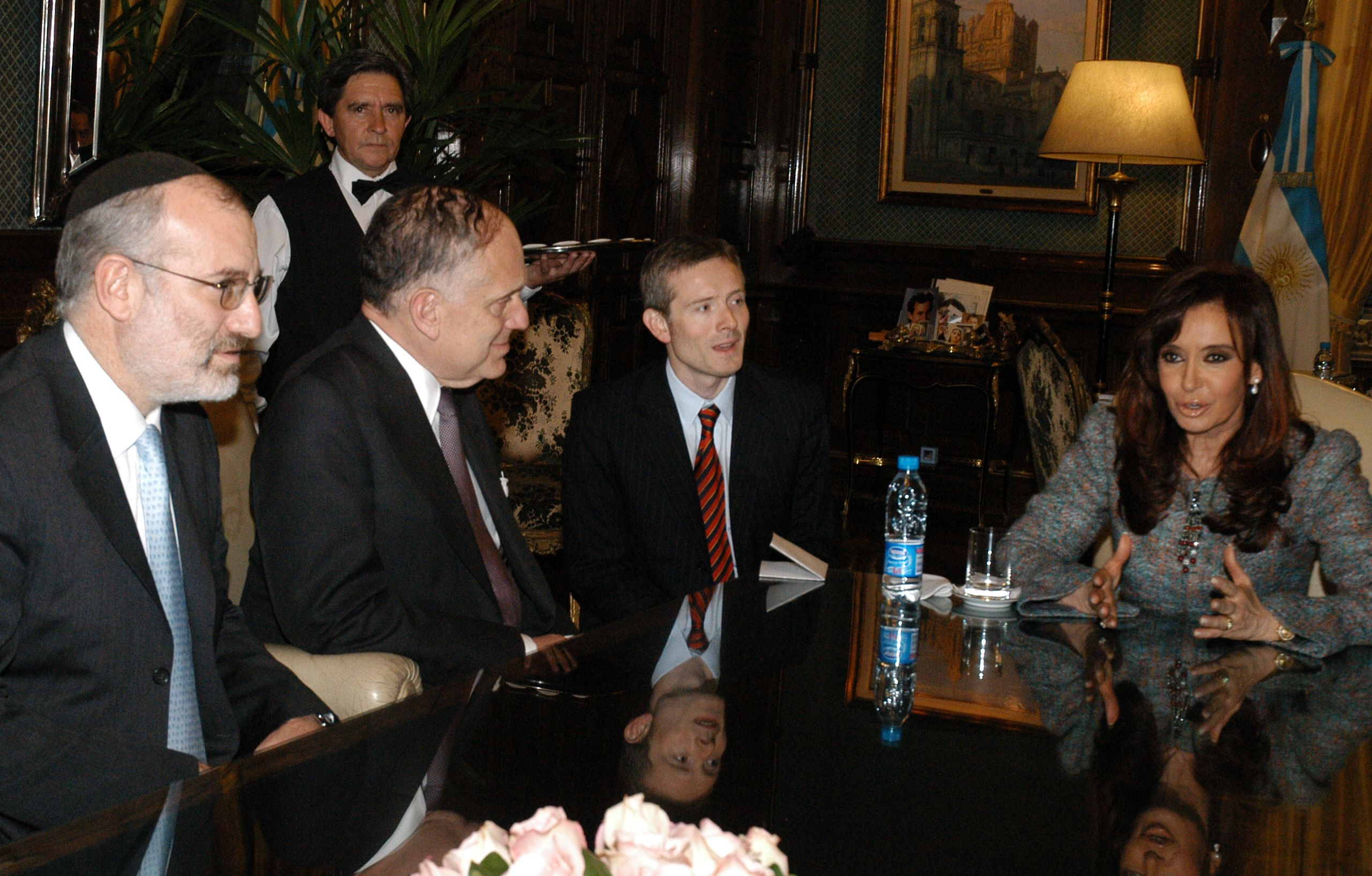
Eduardo Elsztain et Ronald Lauder avec la présidente d'Argentine Cristina Fernández de Kirchner à Buenos Aires, en juin 2008.

L'une des principales activités du Congrès juif mondial consiste à lutter contre l'antisémitisme sous toutes ses formes. Sa politique en la matière est la suivante : « Les gouvernements et les organisations internationales doivent fournir des ressources adéquates pour lutter contre la haine, notamment en assurant la sécurité des communautés juives et en améliorant l'éducation. Chaque pays doit adopter des lois contre l'antisémitisme et autres formes de racisme et les faire appliquer correctement. Toutes les formes et expressions de néonazisme, xénophobie et intolérance sont inacceptables et doivent être condamnées, et les lois doivent s'appliquer intégralement à ceux qui représentent un danger pour les libertés démocratiques et les communautés juives. Les manifestations de groupes extrémistes antisémites devraient être interdites lorsque les lois nationales le permettent. Les gouvernements et les dirigeants politiques devraient condamner ces manifestations et collaborer avec les communautés juives locales. »
Dans un article d'opinion intitulé « La Honte de la Suède », le président du CJM Ronald Lauder a attaqué le gouvernement, l'Église et les médias suédois pour avoir « attisé les flammes » de la haine contre les Juifs.
En mai 2012, Lauder a qualifié de « méprisable » les remarques du sociologue norvégien Johan Galtung qui a « ravivé des canards antisémites, tels que le contrôle des médias par le Juifs » et qui a suggéré que le Mossad israélien pourrait avoir été derrière le « massacre commis en Norvège par Anders Breivik » en 2011, qui a fait 77 victimes. Lauder a répliqué : « On tend de plus en plus à blâmer les Juifs pour tout le mal commis dans le monde. Il est scandaleux qu'un éminent universitaire tel que Galtung n'hésite pas à citer de tristement célèbres mystifications telles que le Protocole des Sages de Sion pour étayer ses arguments fanatiques. »

### Dialogue avec d'autres religions
Le CJM croit que les trois religions abrahamiques (christianisme, islam et judaïsme) peuvent coopérer « pour relever les défis posés par l'évolution de la société moderne, et en particulier pour discuter des valeurs communes et les promouvoir. »

#### Dialogue judéo-chrétien
Le dialogue interconfessionnel entre Juifs et chrétiens a commencé dans les années 1940, notamment avec la création du Conseil international des chrétiens et des juifs en Suisse en 1947. Le CJM a veillé à établir de bonnes relations avec l'Église catholique, en particulier depuis le concile Vatican II et la déclaration Nostra Ætate en 1965. Mais les progrès sont lents avec les Églises orthodoxe et protestante. Le CJM estime que c'est principalement dû à la nature décentralisée de ces églises et à certaines questions politiques liées au conflit du Moyen-Orient.

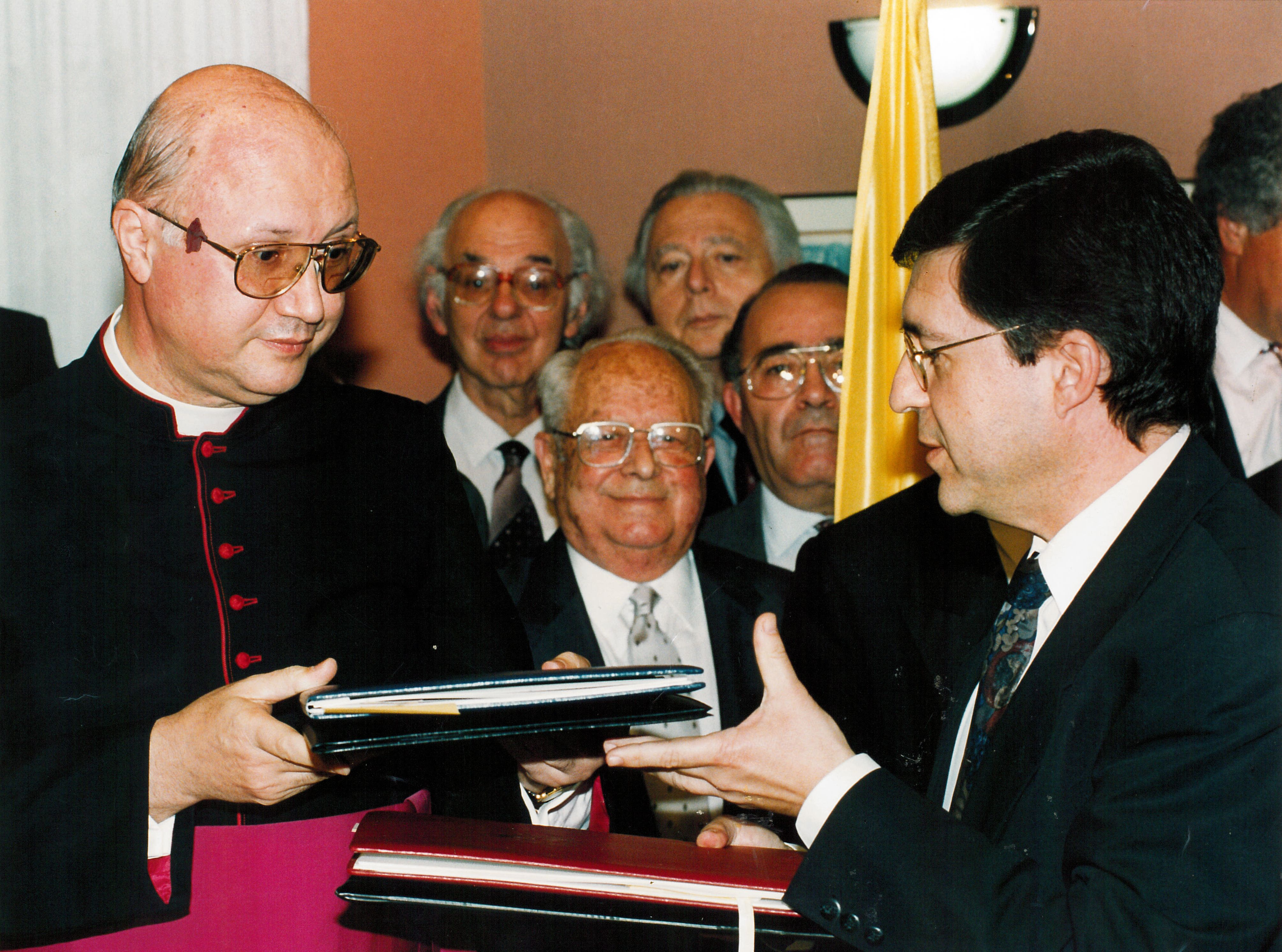
Le dirigeant du Congrès juif mondial Gerhart Riegner (au centre) assiste à l'établissement officiel de relations diplomatiques entre le Saint-Siège, représenté par Monseigneur Claudio Maria Celli (à gauche), et l'État d'Israël, représenté par le vice-ministre des Affaires étrangères Yossi Beilin, en décembre 1993.

Depuis 1945, les pontifes catholiques ont reçu des dirigeants du CJM à plusieurs reprises. Le pape Pie XII a reçu le secrétaire général du CJM A. Leon Kubowitzki en audience privée en 1945. Le pape Paul VI a rencontré le président du CJM Nahum Goldmann en 1969 et le secrétaire général du CJM Gerhart Riegner en 1975.
En 1979, Philip Klutznick a rencontré le pape Jean-Paul II, et le successeur de Klutznick, Edgar Bronfman, a été reçu par Jean-Paul II en 1992 et en 2003. Bronfman a conduit une délégation de dirigeants juifs qui ont rencontré le pape Benoît XVI en juin 2005, et son successeur Ronald Lauder a été reçu par Benoît XVI en octobre 2007,,, et en mai 2012.
L'organisation a contribué à la création d'organes interconfessionnels, tels que le Comité international juif pour les consultations interreligieuses (IJCIC), et elle a participé activement au Comité international de liaison catholique-juif (ILC). Le CJM a aussi contribué à l'instauration de relations diplomatiques entre l'État d'Israël et le Saint-Siège dans les années 1990.
Dans le courant des années 1980, le CJM a persuadé le pape Jean-Paul II de s'exprimer en faveur du déménagement du couvent des carmélites qui s'étaient installées à proximité du site de l'ancien camp de la mort nazi d'Auschwitz.
Le rôle du Vatican pendant la Shoah reste une question controversée qui s'est enflammée à plusieurs reprises. Le président du CJM Ronald Lauder a critiqué la béatification et la canonisation possible du pape Pie XII. Il a en effet déclaré que toutes les archives du Vatican de cette période devraient être rendues accessibles aux spécialistes de la question. « Des doutes persistent concernant le rôle politique du pape Pie XII pendant la Seconde Guerre mondiale, et elles ne peuvent être ignorées, » a déclaré Lauder,.
En février 2009, Lauder et le CJM se sont montrés très critiques lorsque le Vatican a décidé de révoquer l'excommunication de l'évêque Richard Williamson, un membre du groupe catholique dissident de la Fraternité sacerdotale Saint-Pie-X. Au cours d'une interview à la télévision suédoise, Williamson a nié l'existence des chambres à gaz dans les camps de concentration nazis. Lauder a déclaré : « Le Vatican a été mal avisé de révoquer l'excommunication des quatre évêques… C'est pourquoi nous en appelons au pape Benoît XVI pour qu'il traite ces questions d'urgence et veille à ce que quatre décennies de dialogue catholico-juif ne soit pas mises à mal par une petite minorité de gens qui veulent diviser et non unifier. » Lauder a ensuite loué Benoît XVI pour avoir écrit personnellement une lettre aux évêques catholiques dans laquelle il s'expliquait. « Le pape a trouvé des mots clairs et sans équivoque concernant la négation de la Shoah par l'évêque Williamson et il faut le féliciter d'avoir admis que le Vatican a commis des erreurs dans la manière dont il a traité cette affaire, » a déclaré le président du CJM.
En 2010, Ronald Lauder a aussi critiqué l'usage continu de la Prière du Vendredi saint pour les Juifs dans la liturgie de l'Église. Dans une tribune libre pour le quotidien italien Corriere della Sera, le président du CJM a écrit : « Lorsque le pape autorise l'utilisation de la Prière du Vendredi saint de l'ancienne liturgie tridentine, qui appelle les Juifs à reconnaître Jésus-Christ comme le sauveur de tous les hommes, certains d'entre nous sont profondément blessés. »

#### Dialogue avec l'islam

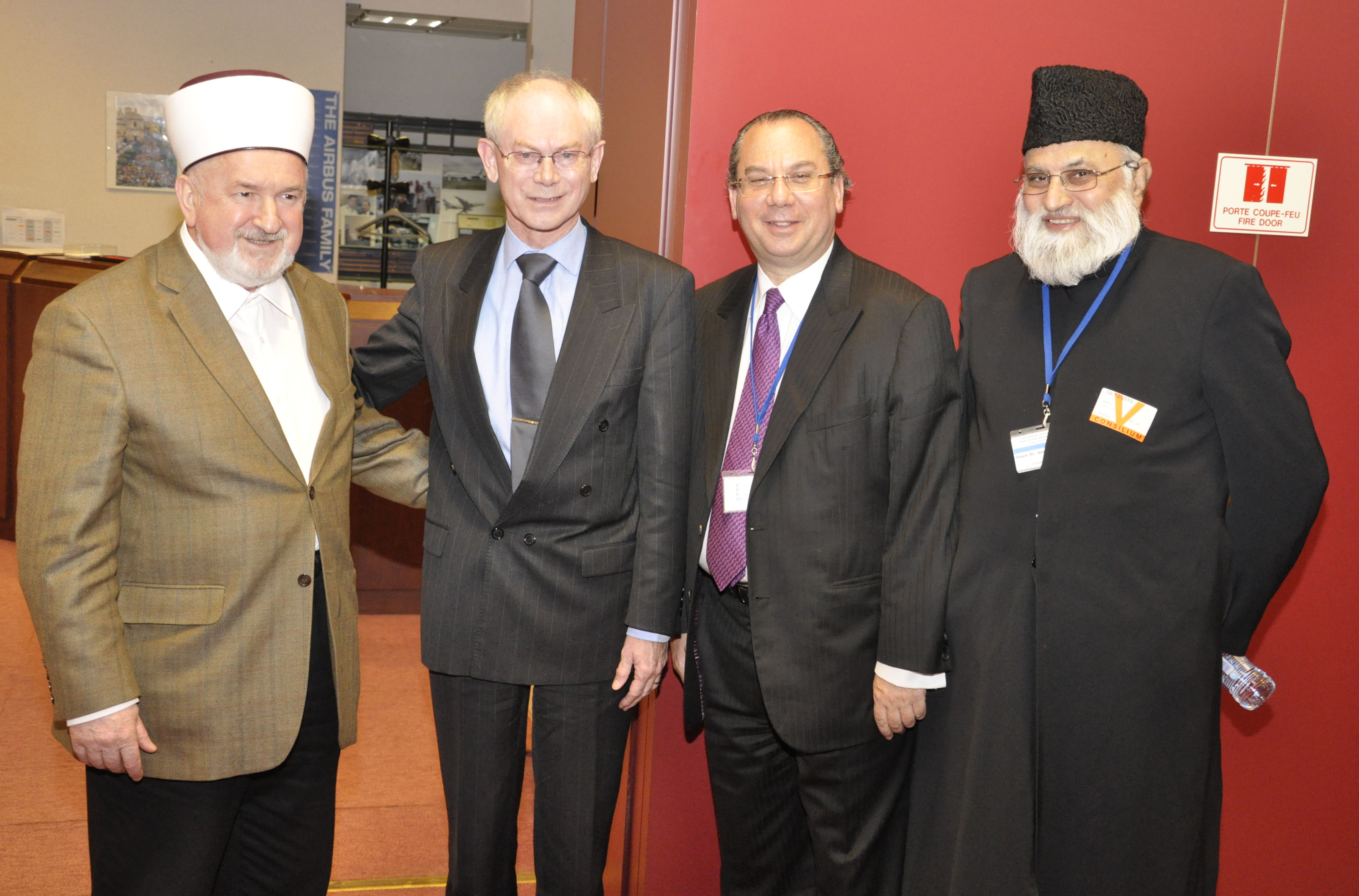
Le grand mufti de Bosnie Mustafa Ceric, le président du Conseil européen Herman Van Rompuy, le vice-président du CJM Marc Schneier et l'imam britannique Abdujalil Sajid à Bruxelles, en décembre 2010.

Le Congrès juif mondial considère que le dialogue avec des représentants de l'islam est « l'une des questions les plus importantes et mobilisatrices de notre époque. L'incompréhension croissante entre les démocraties dites libérales occidentales et le monde musulman est extrêmement dangereuse » peut-on lire sur le site internet du CJM.
En 2008, les dirigeants du CJM ont rencontré le roi Abdallah d'Arabie saoudite à une conférence interconfessionnelle à Madrid, la capitale espagnole. Plus tard la même année, le président du CJM Ronald Lauder s'est également adressé au monarque saoudien à New York. En décembre 2011, le vice-président du CJM Marc Schneier a été reçu par le roi Hamad de Bahreïn au palais royal de Manama.
Le Congrès juif mondial a également coorganisé une rencontre entre dirigeants musulmans et juifs européens à Bruxelles en décembre 2010. Des réunions ont aussi été organisées avec des représentants officiels de l'Union européenne. À cette occasion, le vice-président du CJM Marc Schneier a déclaré : « Nous avons, je l'espère, donné le coup d'envoi à un mouvement qui se propagera à toute l'Europe. La recette en est très simple : nos deux communautés doivent se concentrer davantage sur ce qui nous unit que sur ce qui nous sépare. Nous devons en outre contenir les radicaux dans nos rangs respectifs et veiller à ce qu'ils ne prennent pas le dessus. »
Lors d'un discours à Londres en 2010, Schneier a loué les mérites des dirigeants de l'université Al-Azhar au Caire, le plus ancien centre d'érudition musulmane au monde, pour avoir ouvert un dialogue interreligieux avec les Juifs. Il a déclaré : « C'est une décision qui fait date et il faut louer Al-Azhar de l'avoir prise. Venant du principal centre de la pensée islamique au monde, ce sera extrêmement utile pour toutes les forces modérées au sein de l'islam. [...] Les dirigeants des deux camps devraient saisir l'occasion et amener les relations entre Juifs et Musulmans à l'étape suivante. Nos deux communautés ont beaucoup plus en commun et à donner à l'autre que ce que beaucoup pensent. »

### Opposition à l'Iran
Depuis la Révolution islamique en 1979, et en particulier depuis les attaques terroristes à Buenos Aires contre l'Ambassade israélienne en février 1992 et contre le centre juif AMIA en juillet 1994, qui ont fait plus de 100 victimes et que les responsables iraniens sont accusés d'avoir téléguidées, le Congrès juif mondial s'emploie à dénoncer ce qu'il appelle la « menace iranienne. »
En 1995, Edgar Bronfman, alors président du CJM, aurait tenté de bloquer un accord entre la société pétrolière américaine Conoco, appartenant à DuPont, et l'Iran. Bronfman était membre du conseil d'administration de DuPont. Cet accord aurait été le premier investissement majeur d'une compagnie pétrolière en Iran depuis 1979. Les États-Unis avaient alors rompu les relations commerciales avec ce pays après l'attaque de l'ambassade américaine de Téhéran par des militants islamiques,. Deux mois plus tard, le CJM a publiquement salué la décision du président américain Bill Clinton d'imposer un embargo commercial contre l'Iran. « Nous applaudissons le coup décisif que le président Clinton porte au terrorisme, » a déclaré le directeur exécutif du CJM Elan Steinberg. En 2006, lorsque des procureurs argentins ont demandé à un juge d'ordonner l'arrestation de l'ancien président iranien Hachemi Rafsandjani et d'autres membres de son gouvernement à la suite de l'attaque terroriste contre le centre communautaire de l'AMIA en 1994, Bronfman a déclaré que l'« Iran pratique le terrorisme d'État », ajoutant que « l'ensemble de la communauté internationale avait la responsabilité morale de garantir que l'Iran soit jugé responsable de ses actes terroristes. »
Le CJM a exercé des pressions pour qu'Interpol publie des notices rouges contre les suspects iraniens dans l'affaire du bombardement, ce qui a été approuvé par l'assemblée générale d'Interpol en novembre 2007. Le jour du 18e anniversaire du bombardement de l'AMIA en juillet 2012, le président du Lauder CJM a déclaré : « Le régime iranien a du sang sur les mains, en éliminant ses propres dissidents, mais aussi en finançant le terrorisme dans le monde entier. Ce que le monde a vu il y a 18 ans à Buenos Aires s'observe aujourd'hui encore, que ce soit en Syrie, au Liban ou ailleurs. »
Dans une résolution de 2010 sur l'Iran, le CJM a exprimé son soutien à la condamnation internationale du président iranien Mahmoud Ahmadinejad pour ses appels répétés à l'abolition de l'État d'Israël et ses déclarations mettant en doute la Shoah. Pour le CJM, « les quatre menaces (la menace nucléaire ; la menace de l'incitation génocidaire ; le terrorisme d'État international et les violations systématiques et répandues des droits humains et civils du peuple iranien) que l'actuel régime iranien oppose à la paix et à la stabilité internationales sont devenues une priorité hautement stratégique. »
Outre les appels du CJM et d'autres organisations internationales, des représentants de nombreux pays occidentaux n'étaient pas présents ou ont quitté la salle de conférence lorsque le président iranien Mahmoud Ahmadinejad a attaqué Israël dans son discours à la Conférence d'examen de Durban à Genève en avril 2009 et à l'Assemblée générale des Nations unies réunie à New York en septembre 2009,.
À plusieurs reprises, le CJM a mené des campagnes accusant l'Iran de tromper la communauté internationale et a qualifié Ahmadinejad de « personnage le plus haineux du monde. »
En 2008, le président du CJM Ronald Lauder a critiqué une visite de la ministre des affaires étrangères suisse Micheline Calmy-Rey à Téhéran, où elle a rencontré Ahmadinejad, principalement pour aider une société suisse à obtenir un contrat de plusieurs milliards de dollars afin d'acheter du gaz naturel à l'Iran. Lors d'une conférence de presse à Bern, Lauder a déclaré : « Peut-être l'argent que la Suisse paie à l'Iran servira-t-il un jour à acheter des armes pour tuer des Israéliens ou à acheter des armes pour tuer des Américains ou pour acheter des missiles afin de pouvoir détenir des armes atomiques. »
Lauder a également déployé des efforts diplomatiques pour persuader des hommes d'affaires européens de se retirer d'Iran. En janvier 2010, il a chaudement salué l'annonce du PDG de Siemens Peter Löscher, qui a déclaré que sa société ne chercherait pas à conclure de nouvelles affaires en Iran.
Le CJM a insisté à plusieurs reprises auprès de la communauté internationale pour qu'elle fasse davantage pour traduire en justice les cerveaux des attaques terroristes contre l'ambassade d'Israël et le centre communautaire juif AMIA à Buenos Aires dans les années 1990 qui, d'après les procureurs argentins, ont été commises à l'instigation d'importants responsables iraniens.

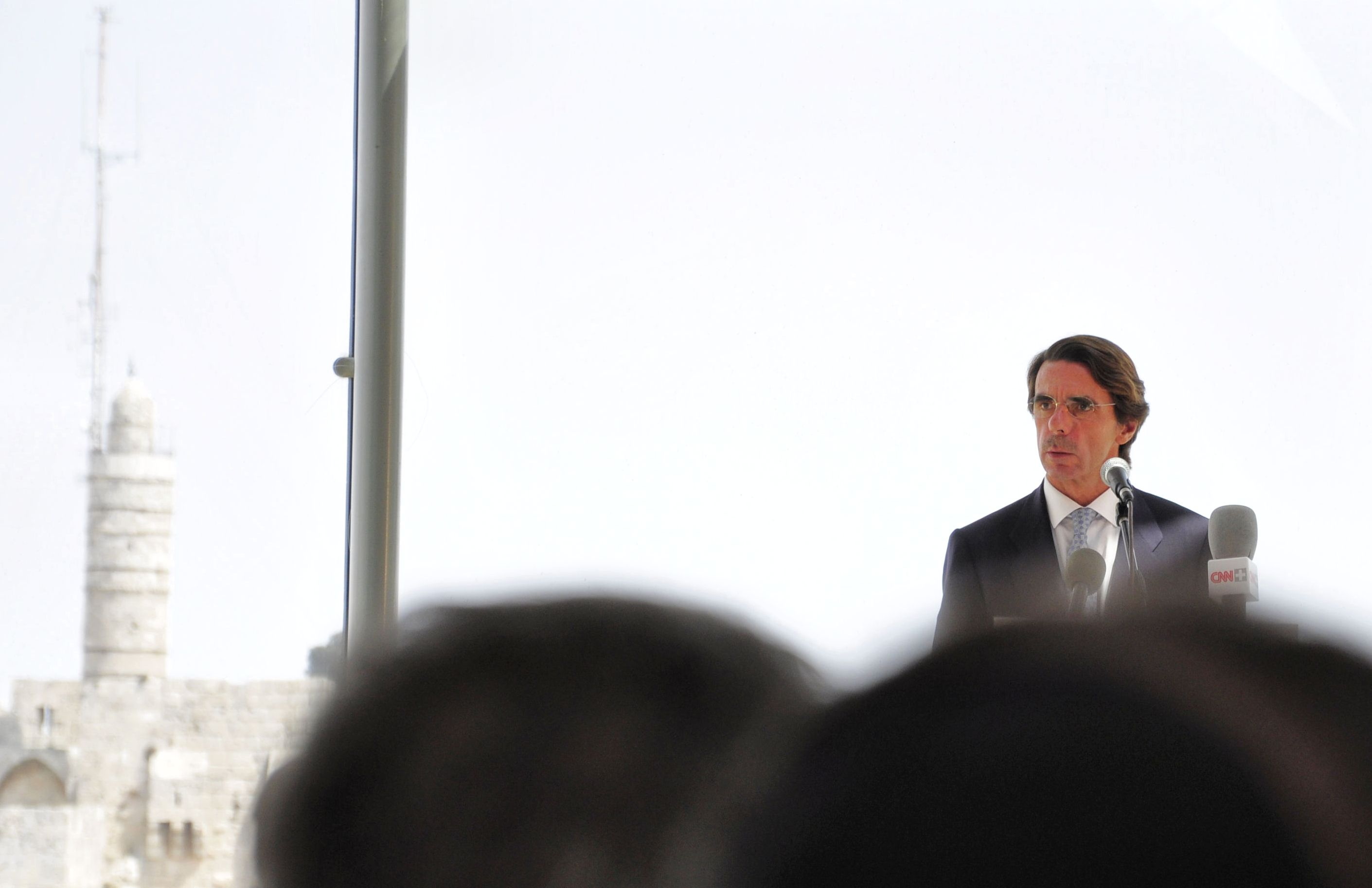
L'ancien Premier ministre espagnol José María Aznar prenant la parole lors d'une réunion du Congrès juif mondial à Jérusalem, en septembre 2010.

En juillet 2011, le président du Congrès juif mondial Ronald Lauder a publié une déclaration demandant aux responsables du CIO d'interdire à l'Iran de participer aux Jeux olympiques, les athlètes iraniens ayant refusé de concourir contre les athlètes israéliens. « Il est grand temps d'envoyer un signal fort à l'Iran en les avertissant que s'ils ne mettent pas fin à ce boycott de longue date, les athlètes iraniens ne seront pas autorisés à participer aux compétitions internationales de haut niveau, telles que les Jeux olympiques à Londres l'an prochain, » a déclaré Lauder. Le CJM a répété sa position lorsqu'en mai 2012, le président iranien Ahmadinejad a annoncé son intention d'assister aux Jeux olympiques de Londres. Ahmadinejad n'a rien à faire aux Jeux olympiques de Londres cet été, a publié le Jewish Chronicle, citant un porte-parole du Congrès juif mondial.

### Les réfugiés juifs en provenance des pays arabes
La question des réfugiés juifs en provenance des pays arabes est toujours à l'ordre du jour du Congrès juif mondial. Le site internet du CJM explique que « la situation critique des Juifs qui ont fui les pays arabes ou y vivent toujours et leurs inquiétudes spécifiques ne sont pas suffisamment connues et il faut l'évoquer avec les gouvernements et les organisations internationales. S'il y a eu saisie illégale de biens, ils doivent être restitués à leurs propriétaires légitimes ou une compensation adéquate doit leur être versée. Il faudrait accorder aux Juifs vivant encore dans les pays arabes, ainsi qu'aux autres minorités religieuses, la liberté religieuse et la liberté de pratiquer leur culte conformément à leurs traditions. Il faut que les sites communautaires juifs dans les pays arabes soient préservés et respectés. » Le CJM croit que la situation critique des réfugiés juifs des pays arabes a été négligée pendant des décennies par la communauté internationale, y compris les gouvernements et les organisations internationales.
En septembre 2012, le Congrès juif mondial, ensemble avec le gouvernement israélien, a organisé deux conférences sur ce sujet, à Jérusalem et au siège des Nations unies à New York,. Lors de ce dernier colloque, Ronald Lauder a estimé que les pertes juives de la guerre de 1948 et ses conséquences « en termes de personnes et de biens sont proportionnellement plus élevées que celles de la partie arabe. » Le président du CJM a également rejeté la demande de l'Autorité palestinienne selon laquelle les Arabes devraient être autorisés à retourner dans leurs anciens foyers. « Le droit au retour est un sujet de livres d'histoire. Mais il y a un droit de recours » pour la reconnaissance, la réparation et l'indemnisation. Je vois un enfant juif et un enfant arabe, qui ont tous deux quitté le pays de leur naissance - rien ne peut leur ramener le sentiment d'être chez soi. Mais on peut les indemniser pour ce qui s'est passé », a-t-il déclaré.

### Autres sujets
En août 2008 à Caracas, le Congrès juif mondial et les responsables de la communauté juive du Venezuela ont rencontré le président vénézuélien Hugo Chávez. Cette réunion a suscité une certaine controverse dans le monde juif en raison du soutien public de Chávez au dirigeant iranien Mahmoud Ahmadinejad et de ses virulentes critiques d'Israël. Le secrétaire général du CJM de l'époque, Michael Schneider, a toutefois défendu la réunion avec Chávez, déclarant que le CJM n'avait agi qu'au nom de la communauté juive du Venezuela et avec son soutien.

### Dirigeants du Congrès juif mondial (de 1936 à aujourd'hui)

#### Liste des présidents du Congrès juif mondial

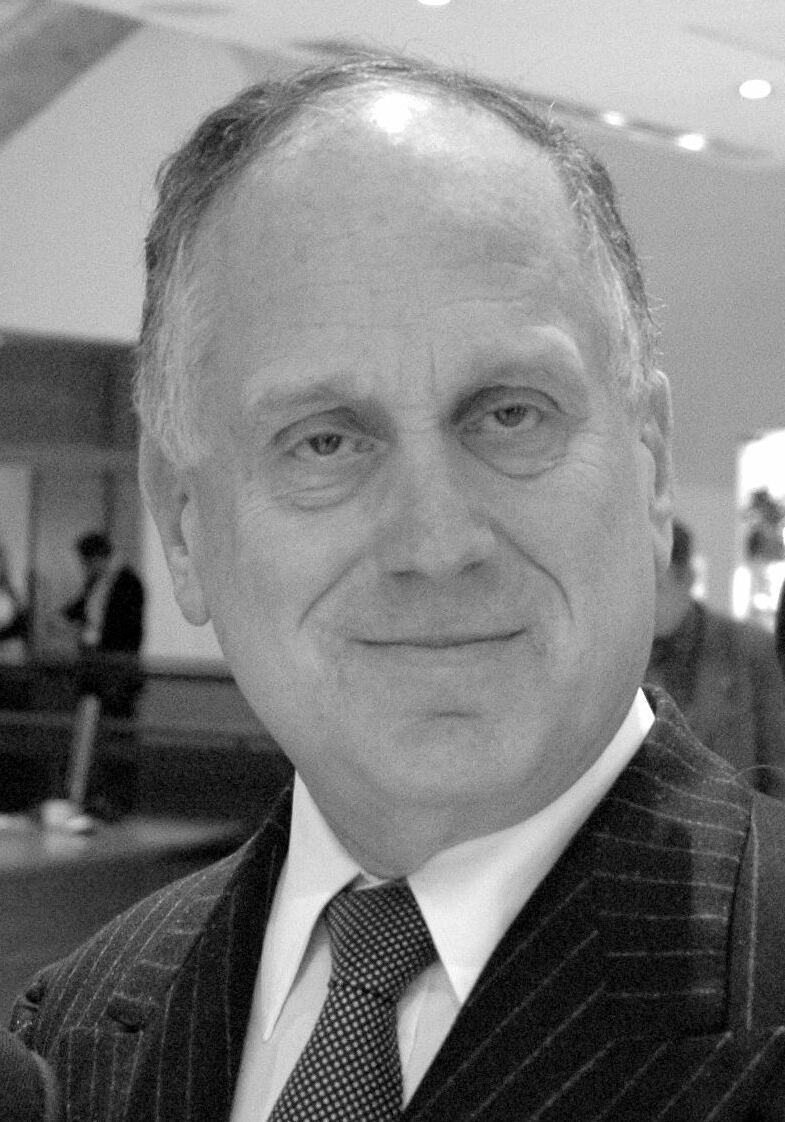
Ronald Lauder, actuel président du CJM.

- Julian Mack, président honoraire (1936-1943)
- Stephen Wise (1944-1949, 1936-1944 : président de l'exécutif)[212]
- Nahum Goldmann (1949-1977, par intérim jusqu'en 1953)[213]
- Philip Klutznick (1977-1979)[214]
- Edgar Bronfman (1979-2007, par intérim jusqu'en 1981)[215]
- Ronald Lauder (depuis 2007, par intérim jusqu'en 2009)[216]

#### Liste des secrétaires généraux du Congrès juif mondial
- Irving Miller (1936-1945)[217]
- A. Leon Kubowitzki (1945-1948)[218]
- Gerhart Riegner (1948-1983 ; directeur de la coordination jusqu'en 1959)
- Israel Singer (1983-2001 ; directeur exécutif jusqu'en 1985)
- Avi Beker (2001-2003)
- Stephen Herbits (2005-2007)
- Michael Schneider (2007-2011)[219]
- Dan Diker (2011-2013)
- Robert Singer (depuis 2013)[11]